# ベイブレード
『ベイブレード』（Beyblade）は、1999年7月からタカラトミー（旧タカラ）が発売している現代版のベーゴマ（玩具）である。
初代の『爆転シュート ベイブレード』（ばくてんシュート ベイブレード）は、2001年から2002年に全国の小学生の間で大流行した。2008年からは第2世代の『メタルファイト ベイブレード』、2015年からは第3世代の『ベイブレードバースト』が、それぞれ展開された。2023年からは、第4世代となる『BEYBLADE X』（ベイブレード エックス）が発売されている。
ここでは主に、アニメ・漫画以外の玩具自体について説明する。

## 概要
日本の伝統玩具であるベーゴマの改良性・競争性を発展させ、商業玩具として販売したもの。「ビーダマン」開発時にハドソンのゲームクリエイター藤原茂樹の発案から端を発した、「日本の伝統玩具を商業玩具化する手法」はタカラの得意とするところで、ベイブレードは「ビーダマン」、「オハジキマン」、「メダルマン」、「すげゴマ」、「デジケン」の系譜の延長線上に存在している。特にすげゴマの後期に発売されたものとは構造、回転方法、遊び方が近い。タカラボーイズホビーは初期の成功事例であるビーダマンの大ヒットの後、コマ遊びをベースとした玩具「すげゴマ」と「バトルトップ」の2つのシリーズを展開し、大ヒットには至らなかったものの、これら2つの要素を後のベイブレードへとつなげていった。
ベイブレードは従来の遊びに加え、一つのパーツだけからなるベーゴマとは違い複数のパーツで構成され、各パーツの組み換えによって自分だけのコマをカスタマイズできるのが特徴。勝負はすり鉢状のスタジアムで行い、専用のシューターを使ってベイブレードを発射させ相手を外に弾き出すか、相手より長く回転し続けることで勝利となる。
パーツの改造により、ある能力を伸ばすと別の能力が落ちるという背反する能力スペックを持たされており、攻撃力（アタック）・持久力（スタミナ）・防御力（ディフェンス）の3つ巴の力の均衡が考えられている。コマの「軸」は底が平らであるほど暴れ、尖らせると安定する。「重量」は小さいほど素早く動き、大きくするとパワーや防御力が上がる。「重心」は外側にあるほど、遠心力の影響を受け持久力が上がる。自重だけでなく、面積や形状によっても持久力は変わってくる。
- 『爆転シュート ベイブレード』の大会運営はBBA（Beyblade Battle Association）が執り行う。このBBAという名称は、ビーダマンの大会運営団体JBA（Japan B-daman Association）の名称に揃えている。『メタルファイト ベイブレード』ではWBBA（World Beyblade association）が行う。『ベイブレードバースト』では、wbba.（world beyblade battling association.）が運営となる。
- ベイブレード本体にシューターとワインダーが付属したスターター、本体のみのブースター、ランダムで数種類の内どれかが当たるランダムブースター、スタジアムなどが入っているセットという形式で販売される。この売り方はカードゲームのデッキ構築の仕組みを活用したもの[5]。
- アニメのサウンドトラックやDVD、ゲームなど、商品のおまけにもなることがある。

全世界出荷数は、1999年発売の第1世代が約1億6000万個（売上1650億円以上）、2008年発売の第2世代『メタルファイト ベイブレード』が約1億9000万個（売上2000億円以上）。

### 第一次ブーム
初めのうちは『月刊コロコロコミック』や小学館の学年別学習雑誌と組んで商品記事と漫画を連載し、通常の男子系玩具と同様の売り方をしていた。2001年1月開始のアニメ『爆転シュート ベイブレード』が爆発的人気の起点となり、全国の小学生の間に大流行した。
最盛期には、
- バラエティ番組に登場する
- ゲームセンターの景品になる
- 懸賞の商品となる
- 起源であるベーゴマの売り上げが急上昇する
- アメリカ・韓国を初めとする日本国外でも発売される
- 通常は玩具を扱わないコンビニエンスストアでも販売される
- どこに行っても手に入らない程の品薄状態が約半年間続く
- 全国大会が国技館で開催される

などの事象があった。
当時、早期退職制度を実施するほどの赤字に苦しんでいたタカラの経常利益は、2001年には過去最高を記録。ベイブレードはその年の上半期だけで1500万個以上を売り上げた。タカラが出した次世代メンコ『BANG!』にも、売り上げを後押しするために後期商品にはベイブレードのキャラクターが使用されている。
長期シリーズの常として徐々に熱気が沈静化、TVアニメシリーズ（末期は『爆転シュート ベイブレード Gレボリューション』）が2003年12月に終了と共に流行も終息を迎え、国外の売れ行きも低下していくこととなる。さらに従来型と互換性を持たないヘヴィメタルシステムの不振が決定打となり、2004年の中期決算でタカラは赤字を計上してしまう。かつて品薄で騒がれたベイブレードも、末期には100円ショップで投げ売りされるようになっていた。そして2005年2月発売のHMSランダムブースターACT.5をもって、5年7ヶ月続いたベイブレードの商品展開は一旦終了となる。

### 第二次ブーム
2008年4月9日、タカラトミーは2008年8月頃から約4年ぶりの商品展開を再開する見込みと発表。2008年8月9日から『メタルファイト ベイブレード』として新シリーズを発売した。メタルファイトシリーズは、以前にあったヘヴィメタルシステム同様、主要パーツが金属製である。また、2009年4月より約5年ぶりのベイブレードの新作アニメの放送が開始され、再び人気に火がついた。メタルファイトシリーズはこの年の「日本おもちゃ大賞」を受賞し、一躍ヒット商品となる。さらに、2010年8月より約8年ぶりのベイブレードの新作アニメ映画が上映されたことで、さらに人気が増した。
2010年からは日本国外での展開も始まり、『Beyblade Metal Fusion』の名称で商品展開が行われた。タイトルロゴの左上方には「ベイブレード」と日本語表記が組み込まれている。商品は『爆転シュート ベイブレード』や『トランスフォーマー』同様ハズブロ社によって取り扱われており、機械的デザインの円筒形ベイケースやポータブル式展開型スタジアムなど日本未発売の商品も登場している。また、タカラトミーは2012年3月25日にカナダ・トロントにおいて25の国と地域が参加する国際大会「ベイブレード ワールドチャンピオンシップ2012」を開催した。
2013年3月16日をもってタカラトミーはベイブレードの公式イベントを終了すると発表。各店舗に設置されたベイ太スタジアムも撤去され、ベイブレードポイントの景品交換も2013年6月30日をもって終了となった。

### その後の展開
2015年4月15日、タカラトミーは第2世代にあたる『メタルファイト ベイブレード』の発売以来、約7年ぶりの新シリーズ『ベイブレードバースト』の商品化を発表した。約2年半ぶりの商品展開の再開となる。新たに相手のコマを破壊するバーストギミック、記録端末「ベイロガー」により記録を可視化するベイクラウドシステム、極小NFCチップ搭載によるベイブレードの成長などが導入されている。2015年7月18日に発売され、国内発売後は日本国外でも順次展開される。テレビアニメは2016年4月4日より放送された。
2017年1月7日から1月29日には、『爆転シュート ベイブレード』アニメ15周年記念として「爆転シュート ベイブレードバー」が池袋パルコに期間限定でオープンした。また、ベイブレードシリーズ20周年記念として2018年3月15日から4月15日まで、ベイブレードバー第2弾が池袋パルコで期間限定でオープンした。2019年にはベイブレード生誕20周年を迎え、4月5日から30日までベイブレードバー第3弾が池袋パルコで期間限定でオープンした他、『ビックリマン』とコラボレーションし全24種のスーパーゼウスの1つとして「ベイブレードゼウス」が登場した。2020年には『ベイブレードバースト』6周年記念として、4月3日から28日までアンカーズ グリル&スイーツ サンシャインシティ アルパ店がベイブレードバーとしてオープンする予定だったが、3月28日に延期されることが発表された。2021年1月8日に「爆転シュート ベイブレードシリーズ」テレビアニメ初回放送から20周年を記念し、「爆転シュート ベイブレード POP UP SHOP in 東京キャラクターストリート」が開催され、以降も『爆転シュート ベイブレード Gレボリューション』、『メタルファイト ベイブレード 爆』、『ベイブレードバースト』の関連グッズが発売された。2021年4月10日から7月11日まで東京工芸大学杉並アニメーションミュージアムにて、企画展「ベイブレードワールド」を開催。3世代13タイトルのアニメ上映、資料、各世代の玩具や漫画が展示された。
また、2015年に「ベイブレード」を題材にした実写映画化がハリウッドで企画されていることが発表され、メアリー・ペアレント制作の下、パラマウント・スタジオが同玩具の発売を行っているアメリカ資本の玩具メーカー・ハズブロに映画化権を求めていた。2022年に新たにプロデューサー：ジェリー・ブラッカイマー、制作：パラマウント・ピクチャーズ、脚本：ニール・ワイドナー、ギャヴィン・ジェームズにより実写映画が制作されていることが発表された。
2022年3月15日には、タカラトミーより『ベイブレードバースト』のアンバサダー「ベイバサダー」企画を発表された。本企画は「大会ベイバサダー」と「公式ベイバサダー」の2種類があり、「大会ベイバサダー」は一般参加型の企画で大会を開催してベイブレードの楽しさを広げることが主となっており、「公式ベイバサダー」にはサンリオの「ハローキティ」や子ども向け情報番組『おはスタ』、カラオケ専門店「コート・ダジュール」が就任。また、熊本県PRマスコットキャラクター「くまモン」が、自ら主催するベイブレード大会「くまモンカップ」の公式アンバサダーに就任した。
2023年3月21日、第3世代である『ベイブレードバースト』から期間を開けず、同年夏に新シリーズ『BEYBLADE X』を商品化すると発表した。『ベイブレードバースト』シリーズからバーストギミックを、加えて『メタルファイト ベイブレード』シリーズからメタルパーツを引き継ぎ、ベイブレード本体の軸およびスタジアム外周にギアのような凹凸が追加されたことにより、外周に触れたベイブレードが急加速するエクストリームダッシュを搭載している。2023年7月15日に発売された。
2023年7月15日、ベイブレード発祥の地である東京都葛飾区のふるさと納税返礼品に『BEYBLADE X』が登場した。2024年4月6日にはベイブレード誕生25周年を記念して、葛飾区で初めて『BEYBLADE X』の大型の公式大会「BEYBLADE X 葛飾カップG2」が開催された。また、2024年8月から9月にかけて、ベイブレード25周年を記念したベイブレードバーがand GALLERY 池袋・名古屋・道頓堀・福岡・宮城で開催される。

## ベーゴマからの改良点
- 重さを増す、削って形を変えるという程度の改造しかできなかった点を、各部品の換装という方法で誰にでも簡単に改造できるようにした。
- 理想型が1種類のみであった点を、アタック、ディフェンス、バランスの3種類（第2世代以降は、スタミナタイプを加えた4種類）に分類することによって、バトルの複雑さが増した。
- 一定の習熟が要求された紐を使う回し方を、シューター・ワインダーという道具を使って回す方法に変えたので、誰にでも簡単にコマが回せるようになった。なお『爆転シュート ベイブレード』の発展部品「A-134 ストリングシューター」はシューターと紐を用いる。ファイティングトップシリーズは紐だけで回す。『メタルファイト ベイブレード』以降の作品では、シューターは「ランチャー」へと名称が変更され、ワインダーを引っ張って発射する初歩的なライトランチャーと、ライトよりもやや大きくストリング（紐）を引いて発射するベイランチャーがある。

## 爆転シュート ベイブレード
ベイブレード第一号はアルティメットドラグーン。発売前に行われたコロコロコミック主催のイベントでは、サイゾー、フロスティックドランザーと共に試験版が無料配布されていた。
漫画版とアニメ版の主人公たちが使うベイブレード（ドラグーン、ドランザー、ドライガー、ドラシエル、ガイアドラグーン）には、名前の終わりに各シリーズを意味する「S」「F」（スピンギアシステム）「V」「V2」（マグネシステム）「G」「GT」（エンジンギアシステム）「MS」「MF」（ヘヴィメタルシステム、「MF」はランダムブースターの一種として販売されたドラグーンメタルファントム、ドランザーメタルフレイムのみ）が付けられた。ファントムの正しい綴りは「Phantom」だが、ドラグーンファントムおよびメタルファントムの綴りは「Fantom」になっている。発売当時の『コロコロコミック』によれば造語とのこと。
アメリカでの販売は2001年に提携を結んだハズブロが担当。アメリカ版トライピオは羽に角度が無く、アタックリングのみを回しても空を飛ばないよう改良されている（日本版トライピオの特徴であるダウンフォースによる持久力増加機能はオミット）。しかしその結果により特徴的なダウンフォースと羽の角度が仇となってしまい、持久力と攻撃力増加の意味を成さなかった日本版トライピオと比べ、アメリカ版トライピオはそれなりに強いベイブレードとなった。アメリカで販売されていた初期の一部ベイブレードは日本でも発売されたこともあった。

### 各システム（爆転シュート）
初期（01 - 33）
1999年7月から発売。4段構造からなる初期型。最初の組み立てにはネジ止めが必要で、ドライバーを用意しなければならない。回転方向は右回転のみ。
スピンギアシステム（34 - 48/A-1 - A-40）
2000年7月から発売。通称スピンギア、SG。「スピンギア」の採用によって回転力が向上、左回転も可能になった。さらに、右回転でギミック機能のあるスピンギアも、交換により左回転に変えることが可能な上、4段構造が5段構造に増え戦略の幅が広がった。なお、従来のブレードベースは、スピンギアとブレードベースが一体化したような構造と言え、やや不完全ながら互換性が保たれている。
組み立てにドライバーが不要になった。また通し番号も初期化され、2000年12月以降のベイブレードは「A-000」という通し番号が振られるようになった。『ベアリングジャイロス』シリーズもこれに含まれる。
マグネシステム（NEOスピンギアシステム）（A-41 - A-88）
2001年12月から発売。通称マグネ、MG。ベイブレードとスタジアムにマグネット（磁石）を搭載しベイブレードに不規則な動きをさせるシステムで、「マグネコア」と「メタルウエイトコア」の2種類がある。
メタルウエイトコアではスピンギアより重くなって安定性が向上。マグネコアは、メタルウエイトコアの効果に加えマグネシステムの利用ができ、S極では反発を利用し不規則な動きで攻撃、N極では引き合って防御力が大幅に上がって弾かれにくくなるが、回転力がより減少するようになってしまう。
また、スピンギアシステムのモデルとは互換性があり、NEOスピンギアに交換することで、スピンギアシステムのモデルでもマグネシステムを利用できるが、ギミック機能のあるスピンギアの場合には交換することができない（NEOスピンギア用のブレードベースの種類によっては構造上、スピンギアを取り付けられない物もある）。
後半から発売されたものには「マグネウエイトディスク」が存在し、磁力がマグネコアより向上する。面によりS極とN極の切り替えが可能。マグネコアと一緒に搭載することで、より不規則な動きが可能になる。さらにギミック機能のあるスピンギアでも、マグネウエイトディスクを搭載によりマグネシステムの利用ができるようになったことで、マグネウエイトディスク同士でマグネットのないスタジアムや、ギミック機能のせいでマグネットを搭載できないスタジアムでも、マグネシステムで対戦できるようになった。
マグネウエイトディスク同士の対戦なら、同じ極同士なら反発してぶつかることがほとんどなくなり、持久力勝負になる。また、違う極の場合は磁力で引き合い、激しくぶつかって攻撃しあう勝負になる。
さらに「サポートパーツ」というブレードベースを改造できる部品を搭載して、6層構造になった。
エンジンギアシステム（A-89 - A-129）
2002年12月から発売。通称エンジンギア、EG。ベイブレードにゼンマイを仕掛け高速回転を実現させた。ただし、エンジンギアはスピンギアシステムまたはマグネシステム用のブレードベースとの互換性が無い構造となっている。
マグネシステムと互換性を持つスピンギアとして「ヘビィメタルコア」がある。ヘビィメタルコアはメタルウエイトコアよりさらに重く、コア全体が金属になったことで防御力と安定力が向上した。また、このコアはNEOスピンギアシステムのブレードベースに搭載することが可能。なお、マグネシステムと互換性のあるスピンギアは、マグネコアと交換することでエンジンギアシステムをマグネシステムに変更できる。
エンジンギアターボシステム（A-112 - A-117）
2003年6月から発売。通称エンジンギアターボ、EGT。エンジンギアを更に強化したもの。このシリーズでは軸先も交換できるようになったが、交換できる軸は少ないままシリーズは終了した。
ヘヴィメタルシステム（A-123 - A-134/MA-01- MA-14）
2003年8月から発売。通称ヘヴィメタル、HMS。従来型のベイブレードとは全く異なる機構でできており、互換性はない。アタックリングに金属を使用し、ボディを小型化することにより、攻撃力と防御力と回転速度が飛躍的に向上している。これまでの左回転はドラグーン系しかなかったが、シューターが左右に搭載されたため、全てのHMSで左回転が可能になった。また、金属同士がぶつかり合う音も魅力の一つ。従来型との互換性がないことが致命的で販売は低迷。2003年12月以降の通し番号は「MA-00」となっている。
ギミックスペシャリティ（MA-15 - MA-24）
2004年6月から発売。通称GS。HMSを発展させたもの。特長としては、今までのベイブレードでは考えられない機構や、コマ遊び以外の遊び方を搭載している。GSシリーズは終了し、ベイブレードは一旦終了になった。

### 構造（爆転シュート）
基本的にビットチップ、アタックリング、ウエイトディスク、ブレードベース（HMSはランニングコア）の4構造からなる。
ビットチップ
聖獣という生き物が宿っている部品。中には特別ルールを持っているものがあり、それを適用することによって機体が同じでもバトルの運び方が変わるため、戦略の幅が広がる。初期のものはビットチップの長さが短かったため、ビットチップカバーがなければはめることができない。
ビットチップカバー
初期のベイブレードには必ずこれが付いていた。ビットチップの保護パーツ。ただ、バトル中に頻繁に外れるのでスピンギアシステムの途中からビットチップが長くなって、非常に外れにくくなったため廃止された。また、マスタードランザーなどの一部のビットチップカバー付のベイブレードは、日本国外版では長めのビットチップに変更されたものもある。

アタックリング
相手のベイにぶつかる部品。
二重アタックリング
二重になったアタックリング。ガルオンなどのように固定されていない種類とドラグーンFのような固定されているものとがある。前者は互換性がある。またガブリエルのブレードベースにも装着することができる。固定されていない場合、相手の攻撃を受け流す効果もある。

ウエイトディスク
ベイブレードの重さに関わる部品。径の大きなものはこれを相手のベイにぶつけることができる。MG後期からはマグネ機能も搭載した「マグネウエイトD(ディスク)」と言うパーツも登場した。
ブレードベース（HMSはランニングコア）
ベイブレードの軸を含む部分。この部分がベイのタイプや動きに大きく関係している。
スピンギア（HMSを除く）
ベイブレードの回転方向を決める部品。2000年以前のものはブレードベースと一体であり回転方向も右のみだった。軸と直結するものもある。
サポートパーツ
ブレードベースの相手のコマにぶつかる部分を交換する部品。MG後期とランダムブースター8のアタリ1のアリエル2のみ搭載。ガブリエルのブレードベースに搭載しているものは厳密に言えばサポートパーツとは違うが、果たしている役割は同じ。
エンジンギアカスタムウエイト
軸。EGTのみ搭載。

### 派生シリーズ（爆転シュート）
爆転変形（44 - 46、A-13 - A-34、A-115 - A-135）
2000年10月から発売。幻獣の形に変形できるベイブレード。対戦も可能。漫画版とは独立したファンタジーな物語を備えている。同社の玩具シリーズ『ビーダマン』における爆外伝シリーズに当たる。爆転変形ではないスピンギアシリーズのA-28 グリフォリオンとA-34 サラマリオンも変形機能を備える。本シリーズではスピンギアを搭載していない初期型のブレードベースになっている。また、アタックリングとウエイトディスクの互換性があるので、別のパーツに搭載することができる。なお、対戦時には変形する部分をすべて外しておく必要がある。
ジャイロス（A-6 - A-8）
2000年12月から発売。鉛筆の上で回転させる、糸を渡らせるなどの、初期のすげごまに見られた対戦以外の遊び方に特化したシリーズ。『ベアリングジャイロス』と呼ばれるものが存在している。競技に特化したジャイロスピンギアを用いておりシューターは要しない。従来型との互換性のあるアタックリングが付属されており、従来型のベイブレードに搭載することができる。このシリーズは後にHMSシリーズでもMA-18 マジカルエイプMS、MA-19 ラウンドシェルMSとして発売された。
スーパーベイブレード
2001年3月から発売。回転中やぶつかった時に光ったり、アニメの効果音と同じ音が鳴るベイブレード。部品の換装はできない。従来のベイブレードと同様に、イージーシューターなどとワインダーを用いてコマを発射することが可能。公式大会では使用できない。通し番号は「B-00」。
ファイティングトップ
2001年6月から発売。シューターは用いずに紐で回すヨーヨーのようなシリーズ。紐には、元来のベーゴマの紐に補助として付けられる五円玉を模した円盤があらかじめ付いている。キャラクター性のない点は、ジャイロスシリーズの後継シリーズと言える。通し番号は「FT-00」。
RCベイブレード
2002年11月から発売。ベイブレードの軸の根本部分にモーターを搭載し、リモコンで回転の方向や強弱を変えられるようにしたもの。周波数は27MHzと45MHzが存在する。公式大会では使用できないが、RCベイブレードによる公式大会では使用できる。アタックリングとビットチップの互換性があり、違うパーツに入れ替えることができるが、取り付けより下深くある一部のアタックリングには互換性がない。通し番号は「RA-00」。
クロスアームズ
2004年12月から発売。機体に乗っている頭部を互いに落としあうルール。ロボット形態への変形機構を備える。爆転変形の系統だが、物語に繋がりはない。キャラクターデザインはKENGOU。通し番号は「00」。

## メタルファイト ベイブレード
2008年8月9日、約3年ぶりに復活した新シリーズのベイブレード。ほとんどを金属型にすることにより、攻撃力と防御力と回転速度がさらに向上している。また、HMSと同様に金属同士がぶつかり合う音も魅力の一つ。HMSを含め従来型とは全く異なる機構のため、これらとの互換性はない。左回転やHMSのような両回転対応はあるが、従来型とは違い左回転専用のモデルのウィールでないと左回転を回すことができず、両回転専用のモデルも同様にそのウィールでないと左か右の切り替えができない。
初代からのイメージチェンジのために素材をプラスチックから金属に変え、「小学生は大人が使うものにあこがれる」という狙いから商品名を「ペガシス 105F」などの携帯電話の型番のようにしている。本シリーズの通し番号は「BB-000」で、ZEROGシリーズ以降は「BBG-00」となっている。金属型の本格化による安全性を考慮するため、市販される対戦用スタジアムはこのシリーズ以降ベイブレードが飛び出さないよう全体に壁が設置されるようになった。

### 各システム（メタルファイト）
初期（BB-01 - BB-27）
2008年8月9日から発売。4層構造からなる初期型で、ウィール全体がメタルで作られている。スタンダードメタルシリーズやメタルシリーズとも呼ばれる。
ハイブリッドウィールシステム（BB-28 - BB-123）
2009年3月28日から発売。通称ハイブリッドウィール、HWS。ウィールにクリスタル素材CPC（クリアポリカーボネート）で作られたクリアパーツが追加されクリアとメタルの2層構造となり、計5層構造へと進化。プラスチック製のパーツであるクリアウィールとライトウィールを組み合わせると従来の爆転シリーズにあったプラスチック製のベイブレードと同様のものになるが、ウエイトディスクに似た金属製パーツがない。なお、ライトウィールはメタルウィールやベイ太のバトルをすると壊れる可能性があるため、ライトウィール同士以外のバトルはできない。2010年11月20日からは、それぞれに最大のステータスパーツを搭載し無改造でも即戦力を発揮する「マキシマムシリーズ」が発売された。
4Dシステム（フォーディーシステム）（BB-105 - BB-126）
2011年3月26日から発売された、ハイブリッドウィールシステムを継承しつつ異なる素材（Different）、細分化したウィール（Divided）、豪快な動き（Dynamic）、奥深い改造（Deep）の4つの「D」コンセプトで強化されたシステム。通称4D。メタルウィールが複数に分かれ、一機でいくつものパターンが作成できる。このメタルウィールは、4D以前のクリアウィールと互換性がある。クリアウィールにも異素材が使用されるようになっている。
ZEROGシリーズ（ゼロジーシリーズ）
2012年3月31日から発売。通称ZEROG。金属でできたクロムウィール同士を合体させることができる「シンクロームシステム」が特徴。またスタジアムも従来の固定されたすり鉢状から底が丸く不安定な半球状のゼロジースタジアムとなり、スタジアム自体が揺れる要素が追加されている。

### バトルシミュレータ筐体
ガンガンスタジアム ベイ太1号
2008年8月9日より稼動していたベイブレード専用大型筐体。セットされたベイとの対戦が行えるもので、無料でプレイが可能。スタジアムならびにスタジアム内にセットされたベイが回転することにより、プレイヤーが投げ入れたベイとの対戦をシミュレートする。ポインターとの通信機能を持っており、プレーヤーが勝利するとポイントが獲得でき、負けるとポイントを失う。ベイ・ランチャーの持ち合わせがなくても、備え付けられているレンタルベイブレードとレンタルライトランチャーを使って対戦可能だが、レンタルベイとランチャーの盗難が一部で起こり、レンタルを取りやめた店舗もあった。なお、不正防止のためにゲーム中のスタジアム内に手を入れるとセンサーが反応し音声で警告してプレイが強制終了する。
ガンガンスタジアム ベイ太2号
2010年3月頃より入れ替えが行われているバージョンアップ筐体。基本的な機能はベイ太1号と同じだが、ベイポイントカードにも対応となり使用時はポイント付与などの処理速度が大幅に向上し、よりテンポよくプレイできるようになった。また、対戦で敗北した場合でもポイントダウンすることがなくなった。さらにはポインターからカードにポイントを移行する機能を持ち、ポインターに1,001P以上ポイントが保存されていれば、ポインターに1,000Pを残してカードにポイントを移行することができる。カードからポインターにポイントを移す（戻す）ことはできない。また、上記の理由によりポインターに10,001P以上ある場合はポイントを移行することができず、WBBA事務局に送って移行作業してもらわないといけない。なお、プレイに勝利すると与えられるポイント数はポインターとカードとで異なり、ポインターの場合はベイ太1号と同じポイント数のままだが、カードではそれより5−10P高くなっているのでより多くポイントを稼ぐことができる。またベイ太1号と違ってレンタルベイ・ランチャーが備え付けられていないため、プレイするにはベイとランチャーを用意する必要がある。
アルティメットベイ太スタジアム
イベント限定モデルとして次世代ワールドホビーフェアなどで設置され、家庭用としても発売されたスタジアム。これまでのベイ太とは異なり相手ベイは固定されず、中央のスピンスポットで自動回転する。

### 構造（メタルファイト）
従来型とは異なる構造で、初期型の4層構造ではフェイス・ウィール・トラック・ボトムからなり、ハイブリッドウィールシステムではウィールがクリアウィールとメタルウィールに分けられた5層構造となる。一番メタルウィールが多いものは、4Dシステムのビッグバンペガシスの3層で全7層構造になる。さらにメタルフェイス改造バージョンの導入で、フェイスがプレートとコアに分けられるようになったことで事実上8層構造にもなる。ZEROGシリーズでは各部の名称が変化し、ストーンフェイス・クロムウィール・クリスタルウィール・トラック・ボトムの新5層構造となっている。組み立てはHMSと同様に、フェイスとボトムを固定するためのツールパーツがないと完成することができない。
フェイス
従来型のビットチップに当たる。それぞれのベイブレードの個性に合わせた星座や惑星をモチーフにしたマークが描かれており、ビットチップとは違ってネジ型でウィールとトラックを固定するためのパーツになっている。なお、従来型にあった特別ルールは廃止されている。また、通常のフェイス以外にも金属製のメタルフェイスと呼ばれるものがあり、重量が増して攻撃力、防御力、安定性などが向上するが、組み合わせによっては機動力と持久力と遠心力などが減少することがある。通常のフェイスだと、重量や攻撃力などのメタルフェイスをつける前の状態となるが、組み合わせによっては機動力と持久力と遠心力などが向上することがある。メタルフェイスの追加により重要なパーツとなった。さらに、メタルフェイス改造バージョンがあり、金属とプラスチックの2種類でコアとプレートに分けられて計4パターンのフェイスが改造でき、重さの調整などができるようになったことでより重要なパーツになった。
ZEROGシリーズからは六角形のフェイスから多面体へと変化したストーンフェイスとなっている。モチーフはイフリートなどの幻獣。
ウィール
従来型のアタックリング、ウェイトディスクに当たる。相手のベイにぶつかる金属でできたパーツで、攻撃力、遠心力、重さなどに影響する。ハイブリッドウィールシステムではウィールがクリアウィールとメタルウィールまたはライトウィールの2つの組み合わせとなる。4Dシステムではさらに、分割されたメタルウィールと異素材を使われたクリアウィールでより改造の組み合わせが増える。クリアウィールとライトウィールは金属製ではなくプラスチック製になっており、この2つを組み合わせた場合は金属製ではない従来のベイブレードと同様のプラスチック製のみになる。ライトウィールはランダムブースターライトのみのウィールで、ライトウィール同士で手軽に対戦や練習するためのパーツであり、形はメタルウィールをベースに重量を軽くしているため攻撃力などの能力は大幅に下がり、メタルウィールやベイ太とのバトルでは説明書にも記述されている通りライトウィールが壊れる可能性がある。
ZEROGシリーズではメタルウィールがクロムウィール、クリアウィールがクリスタルウィールに変更されている。クロムウィールは幻獣、クリスタルウィールはサムライなどの職業のデザインとなっている。基本は金属のクロムウィールが上だが、上下反転も可能でクロムアップモードとクリスタルアップモードにモードチェンジができる。本シリーズではクロムウィール同士が合体できるシンクロームシステムを採用し、重量、攻撃力、防御力を向上させることが可能。またZEROGベイには「火」「水」などの属性が存在し、同じ属性同士を合体させることで相性の良いベイとなる。クロムウィール、クリスタルウィールの組み合わせには今までのフェイスは使用できず、メタルウィール、クリアウィールにはストーンフェイスを使用することはできない。
トラック
従来型には無かったパーツ。基本的には高さを調節する部品で、攻撃や防御、重心の高さなどが変化する。中でもギミック機能があるトラックは、高さだけでなく能力値がさらに変化するようになっている。4Dシステムの機種の一部はトラックとボトムが一体化している物になっている。
ボトム
従来型のHMSのランニングコアに相当するもので軸先だけとなり、より小さくなっている。軸先やギミックによって、持久力や動きに大きく関係している。また、このパーツは従来型のブレードベースと同様にトラックを固定するためのパーツでもある。
4Dボトム
4Dシステムから新たに追加されたもので、従来型のブレードベースに近いものになっている。トラックとボトムが一体化され、より高度なギミックが可能になった。回転の遠心力に応じて軸先が切り替わり動きが変化するようになったり任意に軸先を変えたりなど様々。4Dボトムでの高さは基本的にトラックの145に相当するが、一部の4Dボトムでは違った高さもある。なお、トラックとボトムが一体化されているため、今までのトラックとの組み替えはできない。

### タイプごとの優劣関係
パーツの性能により、アタック・ディフェンス・スタミナ・バランスの4つのタイプに分かれる。相性上はアタック＞スタミナ＞ディフェンス＞アタックという関係になっており、バランスタイプはそのいずれに対しても優劣がない。相手との相性を見極め、なるべく有利に戦うことがバトルの基本ではある。これらの性能はトラックやボトムの組み替えなどの改造で、基本性能とは異なるベイに変えることができる。例としてアタックタイプのストームのメタルウィールとペガシスのクリアウィールに、WD145のワイドディフェンストラックとWBのワイドボールボトムを付けることで防御力を持たせることができる。この場合のベイの形式名称は「ストームペガシスWD145WB」となる。

### 必殺転技
ベイバトルにおいて状況に応じて使用されるシュートテクニック。漫画、アニメでは必殺技として登場する。以下は一例。
ザ・サイドワインダー
ランチャーを持つ手をスタジアムの斜面に沿うように傾けて撃つことで、防御型や持久型のベイを瞬間的に攻撃型のように移動させることができる技。
バウンド・ディフェンス
高い位置から真下にシュートし、ベイをバウンドさせて相手の最初の一撃をかわす技。
パラシュート弾（パラシュートだん）
紐を真上に引いて、スタジアム中央など狙った場所にベイを落とす。ベイランチャー専用技。
スナイプ・ストライク
手首を上に曲げて撃つことでベイが曲がらず一直線に突き進み、シュート直後の相手を狙い撃つことができる技。
スライドシュート
ランチャーを持つ手を、ベイを進ませたい方向にスライドさせながらシュートし相手を狙い撃つ技。

### ポイントバトル制
ベイポインター
メタルファイト ベイブレードでは通常のベイバトルだけではなく「ベイポインター」を使ったデジタルポイント「ベイポイント」を稼ぐ要素も取り入れられている。ベイポイントはポインターを持つ者同士での対戦、ガンガンスタジアム ベイ太での対戦、イベントや雑誌でのパスワード入力などで入手が可能で、ポイント数に応じてWBBAサブライセンスカードやプレミアムライセンスカードなどの特典も与えられる。特典を得ると交換に応じたポイント分ベイポインターから引かれる。ただし、これらのパスワードを悪用した「改造ポインター」が登場し、それを使って不正に増加させたポイントで特典交換をする者たちが現れたため、10,001ポイント以上登録されたポインターによる特典交換は2010年4月以降はWBBA事務局でのみ行うこととなった。10,000P以下の場合は従来通りWBBAショップやイベント会場での対応が引き続き適用される。現在はポインターによる特典の交換は終了になっており、その後は後述のベイポイントカードのみ有効になるのでポインターにまだポイントが1,001P以上残っている場合は移行する必要がある。
ベイポイントカード
2010年3月以降発売の一部のスターターやセットにICチップ内蔵の「ベイポイントカード」が付属しており、ベイポイントカードにベイ太などでポイントを貯めることができ、貯めたポイントに応じてレベルアップシールやパーツ、ベイといった特典が与えられる。特典交換の記録はICチップに書き込まれ、特典が与えられても、ベイポインターとは異なりポイントが減ることはない。その分、特典を与えられるポイント分はレベルが高いほど高くなる。なお、ポインターからカードになったことで、ポインターにあったポインター同士の対戦やパスワードの入力などはできなくなり、ポイント獲得はガンガンスタジアム ベイ太2号での対戦、公式大会などの参加賞（抽選に外れた人でももらえる）と入賞で配布のみになった。このカードはクロスファイトビーダマンのガンガンシューティング B−太1号と互換性があり、ビーポイントカードと同じ役割で使用できるが、ポイントは共有ではなく別々になっているのでB-太1号でポイントを貯めても加算されない。

### 派生シリーズ（メタルファイト）
スーパーコントロールベイブレード
2011年7月16日から発売。赤外線コントロール機能を搭載したベイブレード。アニメのようにベイブレードを自由自在に操って戦うことをコンセプトにしていて、本体に内蔵されたモーターと軸部分の回転を連動させることにより、コントロールランチャーから赤外線を発射して回転、停止、逆転などの操作ができる。また、ターボボタンによって1バトル3回までの強力攻撃が可能。従来のシリーズとの対戦はできない。通し番号は「BBC-00」となっている。
ベイウィールズ（Beywheelz）
通常のベイブレードではなく、車輪のようにベイを縦にして戦う。アメリカで展開され、日本のスタッフによりテレビアニメ化もされている。
ベイウォーリアーズ（Beywarriors Shogun Steel）
『メタルファイト ベイブレード ZEROG』に登場する幻獣を再現したベイブレード。アメリカで展開された。
ベイウォーリアーズ ベイレイダーズ（Beywarriors Beyraiderz）
上記のシリーズと同じ名前を冠してはいるが、ベイブレードではなく、ベイウィールズの派生シリーズともいえる。ワインダーを引くことによって、モーターサイクル型のベイが動き出す。ゲームのルールはお互いのモーターサイクル型ベイをぶつけ合うものではなく、「トークン」（Token)という磁石を内蔵したコインへめがけてベイを発射するものである。日本のスタッフによりテレビアニメ化もされている。
ベイウォーリアーズ サイボーグ（Beywarriors Cyborg）
ベイレイダーズの続編。2014年にアメリカで展開され、日本のスタッフによりテレビアニメ化もされている。

## ベイブレードバースト
2015年7月18日より展開の第3世代ベイブレードで、ベイブレードとしては最長となる8年間展開された。相手より長く回る「スピンフィニッシュ」、相手をはじき飛ばす「オーバーフィニッシュ」に加え、相手を破壊する「バーストフィニッシュ」が追加されたのが特徴。またスマートフォンとの連動する記録端末ベイロガーを使用する「ベイクラウド」システムも特徴。ゴッドレイヤーシステムまでのレイヤーには村田製作所開発のNFCチップが搭載されており、勝敗結果などを読み書きするアイテムを発売する。本シリーズの通し番号は「B-000」。

### 各システム（バースト）
シングルレイヤーシステム（B-01 - B-33、B-57）
2015年7月18日から発売。通称シングルレイヤー。
デュアルレイヤーシステム（B-34 - B-72、B-80、B-90）
2016年4月2日から発売。通称デュアルレイヤー。
ゴッドレイヤーシステム（B-73 - B-103）
2017年3月18日から発売。通称ゴッドレイヤー、神レイヤー。レイヤーにギミック（ゴッドアビリティ）を持たせ、さらにディスクがコアディスクとフレームの2層構造になり計4層構造になり改造に幅が生まれた。
超Zレイヤーシステム（B-104 - B-131）
2018年3月17日から発売。通称超Zレイヤー。レイヤーにの大部分に金属パーツを使用し、さらにギミック（超Zアビリティ）を持つ。本システム開始以降NFCチップは廃止された。
ガチンコレイヤーシステム（B-133 - B-158、B-171）
2019年3月16日から発売。通称ガチンコレイヤー、GTレイヤー。レイヤーをガチンコチップ、レイヤーウエイト、レイヤーベースの3つのパーツで構成し、さらにギミック（ガチンコアビリティ）を持つ。それぞれ組み替えることが可能となった。
スパーキングレイヤーシステム（B-159 - B-179）
2020年3月28日から発売。通称スパーキングレイヤー、超王レイヤー。レイヤーをスパーキングチップ、チップコア、リング、シャーシの4つのパーツで構成し、さらにギミック（スパーキングアビリティ）を持つ。それぞれ組み替えることが可能となった。
ダイナマイトバトルレイヤーシステム（B-180 - B-196、B-204 - B-205）
2021年4月24日から発売。通称ダイナマイトバトルレイヤー、DBレイヤー。レイヤーをコア、ブレード、アーマーの3つのパーツで構成し、さらにギミック（ダイナマイトバトルアビリティ）を持つ。それぞれ組み替えることが可能となり、同じパーツでもパーツを組む順番によって従来のシステムと同じくらいの背の高さとなるハイモードと、より背が低くなるローモードの2モードに組み替えることが可能となった。
バーストアルティメットレイヤーシステム（B-197 - B-206）
2022年4月23日から発売。通称バーストアルティメットレイヤー、BUレイヤー。ダイナマイトバトルレイヤーシリーズと同様にレイヤーをコア、BUブレード、アーマーの3つのパーツで構成し、さらにギミックを持つ。それぞれ組み替えることが可能となり、初めて2シリーズ連続でレイヤーに互換性ができることになった。

### 構造（バースト）
ベイブレード本体は、レイヤー・ディスク・ドライバーの3層構造となっている。この3パーツは従来のようなネジではなくクラッチで固定されており、対戦時の衝撃で緩むような構造になっている。クラッチが完全に緩み切るとバネが作動して分解し「バースト」となる。
レイヤー
相手のベイと実際にぶつかり合う樹脂製パーツ。パーツの大部分が無色クリアで形成されている。NFCチップが搭載されているのもこのパーツである。ガチンコレイヤーシステムてはガチンコチップ、レイヤーウエイトとレイヤーベースの3層構造になっている。スパーキングレイヤーシステムてはスパーキングチップ、チップコア、リングとシャーシの4層構造になっている。ダイナマイトバトルレイヤーシステム、バーストアルティメットレイヤーシステムではダイナマイトバトルコア（DBコア）、ブレードもしくはBUブレード、アーマーの3層構造になっている。
オーバーレイヤー
デュアルレイヤー上側のクリアパーツ。衝撃の吸収とレイヤーコアの攻撃、防御の補助が役割。
レイヤーコア
デュアルレイヤー下側のパーツ。
ゴッドチップ
ゴッドレイヤーのほとんどに搭載されているパーツ。ドライバーやツールを用いて交換することができ、同じレイヤー同士でバトルした際に見分けやすくしたり、見た目を変えることができる。また、別途メタルゴッドチップや撃ゴッドチップを用いることで、重量や性能を変化させることもできる。
レベルチップ
全ての超Zレイヤーに取り付けられる強化パーツ。公式大会の入賞特典や雑誌などの付録として入手でき、超Zレイヤーに取り付けることで安定性・剛性・重量がアップする。
ガチンコチップ
ガチンコレイヤーシステムのみで登場。レイヤーウエイト、レイヤーベースを固定するパーツ。レイヤーのロックもこれに依存する。
レイヤーウエイト
ガチンコレイヤーシステムのみで登場。ガチンコチップのレイヤーベースに挟まれる金属製のパーツ。名前は漢字一文字。
レイヤーベース
ガチンコレイヤーシステムのみで登場。ベイブレード同士がぶつかる大部分。
スパーキングチップ
スパーキングレイヤーシステムのみで登場。レイヤーのロックもこれに依存する。
チップコア
スパーキングレイヤーシステムのみで登場。役割はゴッドチップとほぼ同様であるが、ここでもロックの硬さや個数が変化する。
リング
スパーキングレイヤーシステムのみで登場。ベイブレード同士がぶつかる大部分。
シャーシ
スパーキングレイヤーシステムのみで登場。レイヤーのロックもこれに依存する。
シングルシャーシ
単体のシャーシ
ダブルシャーシ
ディスク一体型のシャーシ
コア
ダイナマイトバトルレイヤーシステム、バーストアルティメットレイヤーシステムで登場。レイヤーのロックもこれに依存する。
ブレード
ダイナマイトバトルレイヤーシステムのみで登場。ベイブレード同士がぶつかる大部分。
BUブレード
バーストアルティメットレイヤーシステムのみで登場。ベイブレード同士がぶつかる大部分。
アーマー
ダイナマイトバトルレイヤーシステム、バーストアルティメットレイヤーシステムで登場。コア、ブレードまたはBUブレードを固定するパーツでGTレイヤーシリーズにおけるウエイトと同じような役割を果たす。名前は数字1文字。
ディスク
重心と重量を決める金属製のパーツ。メタルファイトシリーズと異なり、金属部分が相手のベイと直接接触することはない。ゴッドレイヤーシステムからガチンコレイヤーシステムまではコアディスクとフレームの2層構造になっている。
コアディスク
ゴッドレイヤーシステムからスパーキングレイヤーシステムまで登場。従来のディスクに加え、フレームを付けることのできるディスク。英数字で表記される。
フレーム
ゴッドレイヤーシステムからスパーキングレイヤーシステムまで登場。PMMAによって形成され、コアディスクに取り付けることができる。
DBディスク
ダイナマイトバトルレイヤーシステム、バーストアルティメットレイヤーシステムで登場。DBレイヤー、BUレイヤーのローモードに対応したディスク。
ドライバー
芯と軸先が一体化した樹脂製パーツ。このドライバーを芯にレイヤーとディスクを取り付ける。バースト機構のクラッチやバネもこのパーツに搭載されている。
また、軸先の形状によって、ベイの動きが大きく変化する。
ゴッドレイヤーシステムまでに登場したドライバーは高さが一定になるように作られているが、超Zレイヤーシステム以降に登場した一部のドライバーはそれまでと高さが異なる。これによって高さを生かした戦略をとることが可能になった。
また、超Zレイヤーシステム以降は、バネ部分が強化された「ダッシュドライバー」（ドライバーの名前のアルファベットの末尾に'が付く）、クラッチ部分のパーツが亜鉛合金になった「メタルロックドライバー」（アルファベットの先頭にMが付く）、従来のドライバーに高さを増す専用パーツを取り付けた「ハイドライバー」（アルファベットの先頭にHが付く）など、バリエーションが増加している。
進化ギア
ダイナマイトバトルレイヤーの主人公機であるダイナマイトベリアル.Nx.Vn-2に取り付けることで性能を進化させるパーツ。
ベリアルの後継機であるデンジャラスベリアル.Al-2、ディヴァインベリアル.Nx.Ad-3にも取り付けることが可能である。また、デンジャラスベリアルのみに取り付けることのできる進化ギアも存在する（Aギア）。

### ベイクラウド
ベイロガーはランチャーに取り付ける装置で、光学センサーによってベイブレードの威力などを検出し、ベイロガー内に記録する装置である。ベイクラウドは、名前の通りクラウドを利用したシステムで、対戦記録やシュート回数、獲得ポイントなどがクラウド上で記録される。なお、ベイロガー単体はインターネット通信機能を持たないため、ベイロガー内の記録をクラウド上に送信するためには、ベイロガーとスマートフォンを接続する必要がある。後継機であるベイロガープラスは、無料ソフトをダウンロードしたニンテンドー3DSにも対応している。

### ベイターミナル
2016年1月30日より順次稼動のガチャ搭載店頭用無料ゲーム筐体。レイヤーのNFCチップをスキャンするとパーツ1個につき1日1回無料で遊ぶことができた。超Zレイヤーシステム開始後はNFCチップ廃止に伴いベイクラウドに登録されているレイヤー1つにつき1回プレイできる方式に変更されている。ベイロガーがあればベイポイントを貯めることもでき、ゲームで大当たりすると付属ガチャからレアパーツを入手することができる。ワインダーを持っていけばワインダーでシュートができるシステムとなっているが、設置当初不具合があり使用休止している。

### 派生シリーズ（バースト）
レジェンドシリーズ（B-61、B-67、B-101、B-121、B-132、B-140、B-146、B-151、B-158、B-181、B-186、B-198）
2016年10月22日から発売。『爆転シュート ベイブレード』と『メタルファイト ベイブレード』のバースト版。
ベイブレード ミクロス（Beyblade Micros）
2017年にアメリカで展開されたシリーズ。

## BEYBLADE X
2023年7月15日、『ベイブレードバースト』シリーズから期間を開けずに開始される、第4世代となるベイブレード。
初代からカスタマイズ性やベイブレードのオリジン、第2世代からメタルブレード、第3世代からバーストギミックを継承している。また、Xではスタジアムの外周部の一部が凸状に改修されており、その外周部には「エクストリームライン」と呼ばれる凹凸の帯が設置されている。このエクストリームラインにビットの軸先がかみ合うことでベイブレードが急加速する「エクストリームダッシュ」（Xダッシュ）が導入されている。ポイント獲得方法も新たに、従来のスピンフィニッシュ、バーストフィニッシュ、オーバーフィニッシュに加えて、スタジアム外周の凸部分と対面にあるエクストリームゾーンへ吹き飛ばさせる「エクストリームフィニッシュ」が追加された（オーバーゾーンはエクストリームゾーンの各左右に設置）。
ランチャーに装着する外部機器のベイバトルパスとスマートフォンアプリを連動させることで、ランチャーを動かすたびにポイントを獲得できアプリ内でのレアベイ獲得バトルに参加できたり、XR機器を使用したプロジェクションマッピングリアルイベントが開催されるなど、より積極的に楽しめる試みも行われている。

### 各システム（X）
ベーシックライン（BX-01 - ）
2023年7月15日から発売。3層構造からなる初期型で、ブレードがメタルとプラスチックの複合パーツとなっている。本シリーズの通し番号は「BX-○○」。重量バランス安定のために、金属製ランチャーフックを採用している。
ユニークライン（UX-01 - ）
2024年3月30日から発売。本シリーズの通し番号は「UX-○○」。樹脂製ランチャーフックを採用し、メタルを外側に多く配分。よって固有の性能に特化している。ユニークライン発売後もベーシックラインの新規ベイが発売される予定である。
カスタムライン（CX-01 - ）
2025年3月29日から発売。本シリーズの通し番号は「CX-○○」。

### 構造（X）
ベイブレード本体は、ブレード・ラチェット・ビットの3層構造となっている。
ブレード
上層パーツ。相手のベイと実際にぶつかり合うパーツであり、中心部はプラスチック、外周部は金属で構成され、二層構造により超高反発な設計になっている。
ギヤチップ
ブレード中央にあるアイコンパーツ。『爆転』でいうビットチップ、『メタルファイト』でいうフェイスにあたり、キャラクターとBEYBLADEXのロゴが描かれている。ただしブレード内蔵型のため取り外すことはできない。BXベイはビットのフリー回転と共にギヤチップがフリー回転するが、UXベイはその機構がオミットされている。
ラチェット
中層パーツ。基本的には高さを調節する部品で、攻撃や防御、重心の高さなどが変化する。また、外周の刃はサブの刃として攻撃や防御のサポートをする。ベイブレードXでは、ラチェットの刃に強い攻撃が直接当たることでバーストギミックが発生する。
ビット
下層・軸先パーツ。エクストリームダッシュの根幹を担うギアのような凹凸がついており、これがスタジアムのエクストリームラインとかみ合うことでエクストリームダッシュが発動する。軸先やギミックによって持久力や動きに大きく関係しているほか、軸の太さがパーツごとに異なり、太いほどバーストしにくい仕様になっている。

### 派生シリーズ（X）
X-OVER PROJECT（クロスオーバープロジェクト）
2023年7月15日から発売。『爆転シュート ベイブレード』『メタルファイト ベイブレード』『ベイブレードバースト』のベイをX版として復刻させるプロジェクト。「ベイブレード ブレーダーズラボ」にて復刻するベイブレードの投票が各シリーズごとに行われ、選ばれた各上位3機種を中心に、ベイブレード生誕25周年である2024年以降の発売を予定している。

## ベイブレード一覧

### 爆転シュート ベイブレード（1999年 - 2005年）
| IDナンバー | 名前 | 日本国外版名前                                                  | シリーズ                            | 発売日     |
| ---------- | --- | --------------------------------------------------------------- | ----------------------------------- | ---------- |
| 01         | アルティメットドラグーン （スターター） | Spin Dragoon                                                    | 初期                                | 1999年7月  |
| 02         | サイゾー （スターター） | Ultimate Saizo                                                  | 初期                                | 1999年7月  |
| 03         | フロスティックドランザー （スターター） | Ultimate Frostic Dranzer                                        | 初期                                | 1999年7月  |
| 04         | ゲキリュウオウ（フロスティックドランザーの色違い） （ブースター） | Gekiryu-Oh                                                      | 初期                                | 1999年7月  |
| 05         | メガロアーム（アルティメットドラグーンの色違い） （ブースター） | Megaro Arm                                                      | 初期                                | 1999年7月  |
| 06         | スパークナイト（サイゾーの色違い） （ブースター） | Spark Knight                                                    | 初期                                | 1999年7月  |
| 07         | ポルタ（サイゾーの色違い） （ブースター） | Polta                                                           | 初期                                | 1999年8月  |
| 08         | ビストール（フロスティックドランザーの色違い） （ブースター） | Bistool                                                         | 初期                                | 1999年8月  |
| 09         | マケンドー（アルティメットドラグーンの色違い） （ブースター） | Makendo                                                         | 初期                                | 1999年9月  |
| 15         | バクシンオウ （ブースター） | Bakushin-Oh                                                     | 初期                                | 1999年11月 |
| 16         | パンプキング （ブースター） | Bump King                                                       | 初期                                | 1999年11月 |
| 17         | ドラグーン グリップアタッカー （スターター） | Dragoon Grip Attacker                                           | 初期                                | 1999年12月 |
| 18         | メタルドラグーン ベアリングスティンガー （ブースター） | Bearing Stinger                                                 | 初期                                | 1999年12月 |
| 22         | バウンドアタッカー （スターター） | Bound Attacker                                                  | 初期                                | 2000年1月  |
| 23         | バウンドディフェンサー （ブースター） | Bound Defenser                                                  | 初期                                | 2000年1月  |
| 25         | ローラーアタッカー （スターター） | Roller Attacker                                                 | 初期                                | 2000年2月  |
| 26         | ローラーディフェンサー （ブースター） | Roller Defenser                                                 | 初期                                | 2000年2月  |
| 27         | ドランザー オートチェンジバランサー （スターター） | Dranzer Auto Change Balancer                                    | 初期                                | 2000年3月  |
| 30         | ウィングアタッカー （スターター） | Wing Attacker                                                   | 初期                                | 2000年4月  |
| 31         | ウイングディフェンサー （ブースター） | Wing Defenser                                                   | 初期                                | 2000年4月  |
| 32         | ドラシエル メタルボールディフェンサー （スターター） | Draciel Metal Ball Defenser                                     | 初期                                | 2000年5月  |
| 33         | スパークリングアタッカー （スターター） | Sparkling Attacker                                              | 初期                                | 2000年6月  |
| 34         | ドラグーンS（左回転） （スターター） | Dragoon S                                                       | スピンギア                          | 2000年7月  |
| 35         | ドライガーS （スターター） | Driger S                                                        | スピンギア                          | 2000年7月  |
| 36         | デスドライガー （ブースター） | Shadow Driger                                                   | スピンギア                          | 2000年7月  |
| 39         | ナイトドランザー （ブースター） | Knight Dranzer                                                  | スピンギア                          | 2000年8月  |
| 40         | メタルドラシエル （スターター） | Metal Draciel                                                   | スピンギア                          | 2000年9月  |
| 44         | 爆転龍HAYATE （ブースター） | Hayate                                                          | 爆転変形                            | 2000年10月 |
| 45         | 爆転龍ZINRAI（HAYATEの色違い） （ブースター） | Zinrai                                                          | 爆転変形                            | 2000年10月 |
| 46         | 爆転龍RAIDEN（HAYATEの色違い） （ブースター） |                                                                 | 爆転変形                            | 2000年10月 |
| 47         | キッズドラグーン （スターター） | Kid Dragoon                                                     | スピンギア                          | 2000年11月 |
| 48         | キッズドラシエル （ブースター） | Kid Draciel                                                     | スピンギア                          | 2000年11月 |
| A-1        | ドラグーンS アニメバージョン（左回転） （スターター） | Dragoon S                                                       | スピンギア                          | 2000年12月 |
| A-2        | ドランザーS （スターター） | Dranzer S                                                       | スピンギア                          | 2000年12月 |
| A-3        | ガルオン （スターター） | Galeon Attacker                                                 | スピンギア                          | 2000年12月 |
| A-6        | マジカルスタンダー （ブースター） |                                                                 | ジャイロス                          | 2000年12月 |
| A-7        | マジカルバランサー（マジカルスタンダーの色違い） （ブースター） |                                                                 | ジャイロス                          | 2000年12月 |
| A-8        | マジカルレイヤー（マジカルスタンダーの色違い） （ブースター） |                                                                 | ジャイロス                          | 2000年12月 |
| A-9        | ガルズリー （ブースター） | Galzzly                                                         | スピンギア                          | 2001年1月  |
| A-10       | ガルマーン （ブースター） | Galman                                                          | スピンギア                          | 2001年1月  |
| A-11       | ウルボーグ （ブースター） | Wolborg                                                         | スピンギア                          | 2001年2月  |
| A-12       | シーボーグ （ブースター） | Seaborg                                                         | スピンギア                          | 2001年2月  |
| A-13       | 爆転龍 真HAYATE（HAYATEの色違い） （ブースター） |                                                                 | 爆転変形                            | 2001年2月  |
| A-14       | ドラシエルS （スターター） | Draciel S                                                       | スピンギア                          | 2001年3月  |
| A-17       | トライグル （スターター） | Trygle                                                          | スピンギア                          | 2001年4月  |
| A-18       | トライピオ （ブースター） | Trypio                                                          | スピンギア                          | 2001年4月  |
| A-24       | ドライガーF （スターター） | Driger F                                                        | スピンギア                          | 2001年5月  |
| A-25       | ドラグーンF（左回転） （スターター） | Dragoon F                                                       | スピンギア                          | 2001年6月  |
| A-27       | ドランザーF （スターター） | Dranzer F                                                       | スピンギア                          | 2001年7月  |
| A-28       | グリフォリオン （ブースター） | Griffolyon                                                      | 爆転変形                            | 2001年7月  |
| A-31       | マスタードラグーン（キッズドラグーンの色違い） （ブースター） | Master Dragoon                                                  | スピンギア                          | 2001年7月  |
| A-32       | マスタードランザー（メタルドラシエルの色違い） （ブースター） | Master Dranzer                                                  | スピンギア                          | 2001年7月  |
| A-33       | マスタードラシエル（キッズドラシエルの色違い） （ブースター） | Master Draciel                                                  | スピンギア                          | 2001年7月  |
| A-34       | サラマリオン （ブースター） | Salamalyon                                                      | 爆転変形                            | 2001年8月  |
| A-35       | ドラシエルF （スターター） | Draciel F                                                       | スピンギア                          | 2001年9月  |
| SP         | ガイアドラグーン （コロコロコミック限定） |                                                                 | スピンギア                          | 2001年10月 |
| A-36       | ワイボーグ （スターター） | Wyborg                                                          | スピンギア                          | 2001年10月 |
| A-37       | マスタードライガー（ナイトドランザーの色違い） （ブースター） | Master Driger                                                   | スピンギア                          | 2001年10月 |
| A-38       | ブラックドランザー（ドランザーFの色違い） （ベイスタジアムセット） | Black Dranzer                                                   | スピンギア                          | 2001年10月 |
| A-39       | ウルボーグ2 （ブースター） | Wolborg 2                                                       | スピンギア                          | 2001年11月 |
| A-40       | シーボーグ2 （ブースター） | Seaborg 2                                                       | スピンギア                          | 2001年11月 |
| A-41       | ドラグーンV（左回転） （スターター） | Dragoon V                                                       | マグネ                              | 2001年12月 |
| A-42       | メタルドランザー （ブースター） | Metal Dranzer                                                   | マグネ                              | 2001年12月 |
| SP         | ガーディアンドライガー （コロコロコミック限定） | Guardian Driger                                                 | マグネ                              | 2001年12月 |
| A-47       | フラッシュレオパルド （ブースター） | Flash Leopard                                                   | マグネ                              | 2002年1月  |
| SP         | ウルボーグ03（アリエル） （コロコロコミック限定） | Wolborg 3                                                       | マグネ                              | 2002年2月  |
| A-53       | ドライガーV （スターター） | Driger V                                                        | マグネ                              | 2002年2月  |
| A-54       | フラッシュレオパルド2 （スターター） | Flash Leopard 2                                                 | マグネ                              | 2002年3月  |
| A-56       | ドランザーV （スターター） | Dranzer V                                                       | マグネ                              | 2002年4月  |
| A-64       | サイバードラグーン （ブースター） | Cyber Dragoon                                                   | マグネ                              | 2002年5月  |
| SP         | ガブリエル （ランダムブースター7） | White Gabriel G                                                 | マグネ （日本国外ではエンジンギア） | 2002年6月  |
| SP         | スパイクリザード （コロコロコミック限定） |                                                                 | マグネ                              | 2002年6月  |
| A-67       | ドラシエルV （スターター） | Draciel V                                                       | マグネ                              | 2002年6月  |
| A-69       | ドラグーンV2（左回転） （スターター） | Dragoon V2                                                      | マグネ                              | 2002年7月  |
| SP         | サイバードラグーン バトルSPEC （コロコロコミック限定） |                                                                 | マグネ                              | 2002年7月  |
| A-75       | ドライガーV2 （ブースター） | Driger V2                                                       | マグネ                              | 2002年8月  |
| SP         | ダークドラグーン （劇場版限定） |                                                                 | マグネ                              | 2002年8月  |
| SP         | アリエル2 ダークドランザー（ダークドラグーンの色違い） ダークドライガー（ダークドラグーンの色違い） ダークドラシエル（ダークドラグーンの色違い） （ランダムブースター8） | Capricorn Strike G （闇の聖獣は未発売）                         | マグネ （日本国外ではエンジンギア） | 2002年9月  |
| A-77       | ボルティックエイプ （ブースター） | Vortex Ape                                                      | マグネ                              | 2002年9月  |
| A-78       | ガイアドラグーンV （ブースター） | Strata Dragoon V                                                | マグネ                              | 2002年9月  |
| SP         | 爆転変形ガイアドラグーン（サラマリオンの色違い） （コロコロコミック限定）                                                                                                |                                                                 | 爆転変形                            | 2002年10月 |
| A-81       | ドランザーV2 （ブースター） | Dranzer V2                                                      | マグネ                              | 2002年10月 |
| A-82       | バーニングケルベロス （ブースター） | Howling Spirit                                                  | マグネ                              | 2002年10月 |
| A-85       | ドラシエルV2 （ブースター） | Draciel V2                                                      | マグネ                              | 2002年11月 |
| SP         | ダークガイアドラグーン（ダークドラグーンの色違い） （映像ソフト同梱） |                                                                 | マグネ                              | 2002年12月 |
| SP         | ブリザードオルトロス （福箱ブースター2003） | Orthros G                                                       | マグネ （日本国外ではエンジンギア） | 2002年12月 |
| A-89       | ドラグーンG（左回転） （スターター） | Dragoon G                                                       | エンジンギア                        | 2002年12月 |
| A-94       | ドライガーG （ブースター） | Driger G                                                        | エンジンギア                        | 2003年1月  |
| A-95       | メタルドライガー （ブースター） | Metal Driger                                                    | エンジンギア                        | 2003年1月  |
| SP         | ナイトドライガー（メタルドライガーの色違い） （コロコロコミック限定） |                                                                 | エンジンギア                        | 2003年2月  |
| SP         | トライゲータ ガルオン2 トライグル2 （ランダムブースター9） | Trygle 2 G （トライゲータとガルオン2は未発売）                  | エンジンギア                        | 2003年2月  |
| A-98       | ロックバイソン （ブースター） | Rock Bison                                                      | エンジンギア                        | 2003年2月  |
| A-99       | ドランザーG （スターター） | Dranzer G                                                       | エンジンギア                        | 2003年3月  |
| A-100      | ウルボーグ4 （ブースター） | Wolborg 4                                                       | エンジンギア                        | 2003年3月  |
| SP         | デザートスフィンクサー （コロコロコミック限定） |                                                                 | エンジンギア                        | 2003年4月  |
| SP         | キラーイーグル ラッシングボア デスガーゴイル （ランダムブースター10） | Rapid Eagle Rushing Boar Dark Effigy G                          | エンジンギア                        | 2003年4月  |
| A-104      | ドラシエルG （ブースター） | Draciel G                                                       | エンジンギア                        | 2003年4月  |
| A-108      | ガイアドラグーンG （ブースター） | Strata Dragoon G                                                | エンジンギア                        | 2003年5月  |
| A-109      | フレイムペガサス（両回転） （ブースター） | Torch Pegasus                                                   | エンジンギア                        | 2003年5月  |
| A-110      | BBAアタッカー（ガルズリーの色違い） （スターター） |                                                                 | スピンギア                          | 2003年5月  |
| A-111      | BBAバランサー（ガルオンの色違い） （スターター） |                                                                 | スピンギア                          | 2003年5月  |
| A-112      | ドラグーンGT（左回転） （スターター） | Dragoon GT                                                      | エンジンギア                        | 2003年6月  |
| A-114      | BBAディフェンサー（シーボーグの色違い） （スターター） |                                                                 | スピンギア                          | 2003年6月  |
| A-115      | バクテンリュウ ジオ （ブースター） |                                                                 | 爆転変形                            | 2003年6月  |
| A-116      | バクテンリュウ アベイロン（ジオの色違い） （ブースター） |                                                                 | 爆転変形                            | 2003年6月  |
| A-117      | ドランザーGT （スターター） | Dranzer GT                                                      | エンジンギア                        | 2003年7月  |
| SP         | クラブダイバー オルカダイバー マンタダイバー （ランダムブースター11） | Orca Diver Manta Diver （クラブダイバーは未発売）               | エンジンギア                        | 2003年7月  |
| A-122      | BBAサバイバー（ガルマーンの色違い） （スターター） |                                                                 | スピンギア                          | 2003年7月  |
| A-123      | ガイアドラグーンMS （スターター） | Strata Dragoon MS                                               | ヘヴィメタル                        | 2003年8月  |
| A-124      | ドライガーMS （スターター） | Driger MS                                                       | ヘヴィメタル                        | 2003年8月  |
| A-125      | ドラシエルMS （スターター） | Draciel MS                                                      | ヘヴィメタル                        | 2003年8月  |
| A-126      | ドラグーンMS （スターター） | Dragoon MS                                                      | ヘヴィメタル                        | 2003年9月  |
| A-127      | ギガース （ブースター） | Gigars                                                          | エンジンギア                        | 2003年9月  |
| A-128      | バクテンリュウ エタンゼル（グリフォリオンの色違い） （ブースター） |                                                                 | 爆転変形                            | 2003年9月  |
| A-129      | ゼウス （ブースター） | Zeus                                                            | エンジンギア                        | 2003年10月 |
| A-130      | ワイバーンDJ （ダブルシューターセット） | Wyvern DJ                                                       | ヘヴィメタル                        | 2003年10月 |
| SP         | アポロン ヴィーナス ポセイドン サンダーペガサス（両回転）（フレイムペガサスの色違い） （ランダムブースター12）                                                           | Appolon G Venusian G Ocean Wrath G （サンダーペガサスは未発売） | エンジンギア                        | 2003年10月 |
| A-131      | ドランザーMS （スターター） | Dranzer MS                                                      | ヘヴィメタル                        | 2003年11月 |
| A-135      | バクテンリュウ ドニトリス（サラマリオンの色違い） （ブースター） |                                                                 | 爆転変形                            | 2003年11月 |
| MA-01      | ドラグーンMS アルティメットバージョン （スターター） |                                                                 | ヘヴィメタル                        | 2003年12月 |
| SP         | アインシュタインMS （福箱ブースター2004） | Hopper Attack                                                   | ヘヴィメタル                        | 2003年12月 |
| MA-04      | デスガーゴイルMS （ブースター） | Dark Effigy                                                     | ヘヴィメタル                        | 2004年1月  |
| SP         | サンダードラゴン （HMSランダムブースター1） | Thunder Serpent                                                 | ヘヴィメタル                        | 2004年1月  |
| MA-08      | ウルボーグMS （ブースター） | Wolborg MS                                                      | ヘヴィメタル                        | 2004年2月  |
| MA-09      | アドバンスアヴェレイザー （スターター） | Advance Averager                                                | ヘヴィメタル                        | 2004年3月  |
| SP         | シードラゴン （HMSランダムブースター2） | Sea Drake                                                       | ヘヴィメタル                        | 2004年3月  |
| MA-11      | アドバンスガーディアン （スターター） | Advance Guardain                                                | ヘヴィメタル                        | 2004年4月  |
| MA-12      | アドバンスストライカー （スターター） |                                                                 | ヘヴィメタル                        | 2004年5月  |
| MA-14      | アドバンスエターナー （スターター） |                                                                 | ヘヴィメタル                        | 2004年6月  |
| MA-15      | ファントムフォックスMS （ブースター） | Phantom Fox MS                                                  | ギミックスペシャリティ              | 2004年6月  |
| MA-16      | ダークレオパルドMS （ブースター） |                                                                 | ギミックスペシャリティ              | 2004年7月  |
| SP         | ドラグーンMF （HMSランダムブースター3） |                                                                 | ギミックスペシャリティ              | 2004年7月  |
| MA-18      | マジカルエイプMS （ブースター） |                                                                 | ギミックスペシャリティ              | 2004年8月  |
| MA-19      | ラウンドシェルMS （ブースター） |                                                                 | ギミックスペシャリティ              | 2004年9月  |
| MA-20      | サムライチェンジャーMS （ブースター） |                                                                 | ギミックスペシャリティ              | 2004年10月 |
| SP         | ドランザーMF （HMSランダムブースター4） |                                                                 | ギミックスペシャリティ              | 2004年10月 |
| MA-21      | エアロナイトMS （スターター） |                                                                 | ギミックスペシャリティ              | 2004年11月 |
| MA-22      | ジライヤMS （ブースター） | Bearing Survivor                                                | ギミックスペシャリティ              | 2004年12月 |
| SP         | スラッシュライガーMS （福箱ブースター2005） |                                                                 | ギミックスペシャリティ              | 2004年12月 |
| MA-23      | ブラッディデビルMS （スターター） |                                                                 | ギミックスペシャリティ              | 2005年1月  |
| MA-24      | シャイニングゴッドMS （スターター） |                                                                 | ギミックスペシャリティ              | 2005年2月  |

### メタルファイト ベイブレード（2008年 - 2012年）
| IDナンバー | 名前 | 日本国外版名前                                                                                               | シリーズ                                  | 発売日         |
| ---------- | --- | --- | ----------------------------------------- | -------------- |
| BB-01      | ペガシス105F （スターター） | Cyber Pegasus 105F                                                                                           | 初期 （日本国外ではハイブリッドウィール） | 2008年8月9日   |
| BB-02      | ブル125SF （スターター） | Midnight Bull 125SF                                                                                          | 初期 （日本国外ではハイブリッドウィール） | 2008年8月9日   |
| BB-03      | サジタリオ145S （スターター） | Inferno Sagittario 145S                                                                                      | 初期 （日本国外ではハイブリッドウィール） | 2008年8月9日   |
| BB-04      | レオーネ145D （スターター） | Counter Leone 145D                                                                                           | 初期 （日本国外ではハイブリッドウィール） | 2008年8月9日   |
| BB-05      | ペガシス145D （ブースター） | | 初期                                      | 2008年8月9日   |
| BB-06      | ブル145S （ブースター） | | 初期                                      | 2008年8月9日   |
| BB-07      | サジタリオ125SF （ブースター） | | 初期                                      | 2008年8月9日   |
| BB-08      | レオーネ105F （ブースター） | | 初期                                      | 2008年8月9日   |
| BB-11      | ヴォルフD125B （スターター） | | 初期                                      | 2008年9月18日  |
| BB-12      | ヴォルフ105F （ブースター） | | 初期                                      | 2008年9月18日  |
| BB-13      | アリエス125D （ランダムブースターVol.1） | Torch Aries 125D                                                                                             | 初期 （日本国外ではハイブリッドウィール） | 2008年9月18日  |
| BB-18      | リブラDF145BS （ブースター） | Thunder Libra DF145BS                                                                                        | 初期 （日本国外ではハイブリッドウィール） | 2008年10月23日 |
| BB-21      | アクアリオ105F ブラックペガシス100HF ヴォルフ125SF （改造セット）                                                                                         | Hyper Aquario 105F （ブラックペガシスとヴォルフは未発売）                                                    | 初期 （日本国外ではハイブリッドウィール） | 2008年11月20日 |
| BB-22      | ビルゴDF145BS リブラ145S レオーネD125B （改造セット） | Night Virgo DF145BS （リブラとレオーネは未発売）                                                             | 初期 （日本国外ではハイブリッドウィール） | 2008年11月20日 |
| BB-23      | エルドラゴ105F（左回転） （スターター） | | 初期                                      | 2008年12月27日 |
| BB-24      | エスコルピオWD145B （ブースター） | | 初期                                      | 2009年2月28日  |
| BB-25      | パイシーズD125BS （ランダムブースターVol.2） | | 初期                                      | 2008年12月27日 |
| BB-26      | ジェミオスDF145FS （ブースター） | | 初期                                      | 2009年1月22日  |
| BB-27      | カプリコーネ100HF （ブースター） | Fury Capricorn 100HF                                                                                         | 初期 （日本国外ではハイブリッドウィール） | 2009年2月28日  |
| SP         | ケツァルコアトル90WF （ゲームソフト同梱） | | 初期                                      | 2009年3月26日  |
| BB-28      | ストームペガシス105RF （スターター） | Storm Pegasus 105RF                                                                                          | ハイブリッドウィール                      | 2009年3月28日  |
| BB-29      | ダークヴォルフDF145FS （スターター） | Dark Wolf DF145FS                                                                                            | ハイブリッドウィール                      | 2009年3月28日  |
| BB-30      | ロックレオーネ145WB （ブースター） | Rock Leone 145WB                                                                                             | ハイブリッドウィール                      | 2009年3月28日  |
| BB-31      | マッドキャンサーCH120FS （ランダムブースターライトVol.1）                                                                                                 | Dark Gasher CH120FS                                                                                          | ハイブリッドウィール                      | 2009年3月28日  |
| BB-35      | フレイムサジタリオC145S （ブースター） | Flame Sagittario C145S                                                                                       | ハイブリッドウィール                      | 2009年4月25日  |
| BB-37      | ウインドアクアリオ100HF/S （ランダムブースターライトVol.2）                                                                                               | Storm Aquario 100HF/S                                                                                        | ハイブリッドウィール                      | 2009年5月23日  |
| BB-40      | ダークブルH145SD （ブースター） | Dark Bull H145SD                                                                                             | ハイブリッドウィール                      | 2009年6月20日  |
| BB-43      | ライトニングエルドラゴ100HF（左回転） （スターター） | Lightning L-Drago 100HF                                                                                      | ハイブリッドウィール                      | 2009年7月18日  |
| BB-44      | スターダストペガシス100RF （ランダムブースターVol.3） | | ハイブリッドウィール                      | 2009年7月18日  |
| BB-45      | クレイアリエスED145B （ランダムブースターライトVol.3） | Rock Aries ED145B                                                                                            | ハイブリッドウィール                      | 2009年8月8日   |
| BB-47      | アースアクイラ145WD （スターター） | Earth Eagle 145WD                                                                                            | ハイブリッドウィール                      | 2009年9月19日  |
| BB-48      | フレイムリブラT125ES （ブースター） | Flame Libra T125ES                                                                                           | ハイブリッドウィール                      | 2009年9月19日  |
| BB-50      | ストームカプリコーネM145Q （ブースター） | Storm Capricorn M145Q                                                                                        | ハイブリッドウィール                      | 2009年10月24日 |
| BB-51      | ロックオルソD125B （ベイスタジアムセット） | Rock Orso D125B                                                                                              | ハイブリッドウィール                      | 2009年10月24日 |
| SP         | カウンターレオーネD125B （ゲームソフト同梱） | Counter Leone D125B                                                                                          | ハイブリッドウィール                      | 2009年11月19日 |
| BB-55      | ダークキャンサーCH120SF （ブースター） | | ハイブリッドウィール                      | 2009年11月21日 |
| BB-56      | キラージェミオスDF145FS ストームアクアリオM145Q ダークカプリコーネ105RF （改造セット）                                                                    | Evil Gemios DF145FS （ストームアクアリオとダークカプリコーネは未発売）                                       | ハイブリッドウィール                      | 2009年11月21日 |
| BB-57      | サーマルパイシーズT125ES ロックアリエス145D フレイムリブラDF145BS （改造セット）                                                                          | Thermal Pisces T125ES （ロックアリエスとフレイムリブラは未発売）                                             | ハイブリッドウィール                      | 2009年11月21日 |
| SP         | サイバーペガシス100HF （ゲームソフト同梱） | Cyber Pegasus 100HF                                                                                          | ハイブリッドウィール                      | 2009年12月3日  |
| BB-59      | バーンフェニックス135MS （スターター） | Burn Fireblaze 135MS                                                                                         | ハイブリッドウィール                      | 2009年12月26日 |
| BB-60      | アースビルゴGB145BS （ランダムブースターVol.4） | Earth Virgo GB145BS                                                                                          | ハイブリッドウィール                      | 2009年12月26日 |
| SP         | バーンパイシーズED145WF （コロコロコミック限定） | | ハイブリッドウィール                      | 2010年1月15日  |
| BB-65      | ロックエスコルピオT125JB （ブースター） | Rock Scorpio T125JB                                                                                          | ハイブリッドウィール                      | 2010年1月23日  |
| BB-69      | ポイズンサーペントSW145SD （スターター） | Poison Serpent SW145SD                                                                                       | ハイブリッドウィール                      | 2010年2月13日  |
| SP         | マーキュリーアヌビウス85XF （WBBA限定） | Mercury Anubius 85XF                                                                                         | ハイブリッドウィール                      | 2010年3月20日  |
| SP         | インフィニティリブラGB145S （WBBA限定） | | ハイブリッドウィール                      | 2010年4月1日   |
| BB-70      | ギャラクシーペガシスW105R2F （スターター） | Galaxy Pegasus W105R2F                                                                                       | ハイブリッドウィール                      | 2010年4月1日   |
| BB-71      | レイユニコルノD125CS （スターター） | Ray Striker D125CS                                                                                           | ハイブリッドウィール                      | 2010年4月1日   |
| BB-72      | アクアリオ105F （ブースター） | | 初期                                      | 2010年4月1日   |
| BB-74      | サーマルラチェルタWA130HF （ブースター） | Thermal Lacerta WA130HF                                                                                      | ハイブリッドウィール                      | 2010年4月24日  |
| BB-75      | ギャラクシーペガシスW105R2F アースビルゴT125ES ロックオルソED145D （エントリーセット）                                                                    | | ハイブリッドウィール                      | 2010年4月24日  |
| BB-78      | ロックギラフR145WB （ブースター） | Rock Zurafa R145WB                                                                                           | ハイブリッドウィール                      | 2010年5月22日  |
| BB-80      | グラビティペルセウスAD145WD（両回転） （スターター） | Gravity Destroyer AD145WD                                                                                    | ハイブリッドウィール                      | 2010年6月26日  |
| SP         | バクシンスサノオ90WF （ゲームソフト同梱） | Bakushin Susanow 90WF                                                                                        | ハイブリッドウィール                      | 2010年7月15日  |
| BB-82      | グランドケトスWD145RS グランドケトスT125RS （ランダムブースターVol.5）                                                                                    | Grand Cetus WD145RS Grand Cetus T125RS                                                                       | ハイブリッドウィール                      | 2010年7月24日  |
| BB-83      | パイシーズDF145BS （ブースター） | | 初期                                      | 2010年7月24日  |
| BB-86      | カウンターエスコルピオ145D サイバーアクアリオ105RF ポイズンギラフS130MB （デッキセット）                                                                  | Counter Scorpio 145D Cyber Aquario 105RF Poison Zurafa S130MB                                                | ハイブリッドウィール                      | 2010年8月7日   |
| SP         | ソルブレイズV145AS （劇場版限定） | | ハイブリッドウィール                      | 2010年8月21日  |
| BB-88      | メテオエルドラゴLW105LF（左回転） （スターター） | Meteo L-Drago LW105LF                                                                                        | ハイブリッドウィール                      | 2010年9月18日  |
| BB-89      | アリエス145D （ブースター） | | 初期                                      | 2010年9月18日  |
| SP         | ディバインキメラTR145FB （コロコロコミック限定） | | ハイブリッドウィール                      | 2010年10月15日 |
| BB-P01     | バルカンホルセウス145D （ゲームソフト同梱） | Vulcan Horuseus 145D                                                                                         | ハイブリッドウィール                      | 2010年10月21日 |
| BB-91      | レイギル100RSF （ブースター） | Ray Gil 100RSF                                                                                               | ハイブリッドウィール                      | 2010年10月23日 |
| BB-94      | トルネードヘラクレオ105F （ベイスタジアムセット） | Cyclone Herculeo 105F                                                                                        | ハイブリッドウィール                      | 2010年10月23日 |
| BB-95      | フレイムビクシス230WD（マキシマムシリーズ第1弾） （ブースター）                                                                                           | Flame Byxis 230WD                                                                                            | ハイブリッドウィール                      | 2010年11月20日 |
| BB-96      | ペガシス85RF リブラ100D バーンキャンサー90WD （スーパーデッキセット）                                                                                     | | 初期 ハイブリッドウィール                 | 2010年11月20日 |
| SP         | ナイトメアレックスSW145SD （ゲームソフト同梱） | Nightmare Rex SW145SD                                                                                        | ハイブリッドウィール                      | 2010年12月2日  |
| BB-99      | ヘルケルベクスBD145DS（マキシマムシリーズ第2弾） （スターター）                                                                                           | Hades Kerbecs BD145DS                                                                                        | ハイブリッドウィール                      | 2010年12月28日 |
| BB-100     | キラービフォールUW145EWD（マキシマムシリーズ第3弾） （ランダムブースターVol.6）                                                                           | Evil Befall UW145EWD                                                                                         | ハイブリッドウィール                      | 2010年12月28日 |
| BB-102     | スクリューカプリコーネ90MF（マキシマムシリーズ第4弾） （ブースター）                                                                                      | Spiral Capricorn 90MF                                                                                        | ハイブリッドウィール                      | 2011年1月22日  |
| BB-104     | バサルトホロギウム145WD（マキシマムシリーズ第5弾） （スターター）                                                                                         | Twisted Tempo 145WD                                                                                          | ハイブリッドウィール                      | 2011年2月19日  |
| BB-105     | ビッグバンペガシスF：D （スターター） | Cosmic Pegasus F:D                                                                                           | 4D                                        | 2011年3月26日  |
| BB-106     | ファングレオーネ130W2D （スターター） | Fang Leone 130W2D                                                                                            | 4D                                        | 2011年3月26日  |
| BB-108     | エルドラゴデストロイF：S（左回転） （スターター） | L-Drago Destructor F:S                                                                                       | 4D                                        | 2011年4月23日  |
| BB-109     | ビートリンクスTH170WD （ランダムブースターVol.7） | Beat Lynx TH170WD                                                                                            | 4D                                        | 2011年4月23日  |
| BB-113     | サイズクロノスT125EDS （スターター） | Scythe Kronos T125EDS                                                                                        | 4D                                        | 2011年6月18日  |
| BB-114     | ヴァリアレスD：D（両回転） （スターター） | Variares D:D                                                                                                 | 4D                                        | 2011年7月16日  |
| BB-116     | ジェイドジュピターS130RB スクリューフォックスTR145W2D ヘルクラウン130FB フォビドゥンイオニスED145FB スクリューレイラーED145MF （ランダムブースターVol.8） | Jade Jupiter S130RB Spiral Fox TR145W2D Forbidden Ionis ED145FB Spiral Lyre ED145MF （ヘルクラウンは未発売） | 4D ハイブリッドウィール                   | 2011年8月6日   |
| BB-117     | ブリッツユニコルノ100RSF バサルトホロギウム130RS ナイトメアレックスUW145EWD （最強ブレーダーセット）                                                      | Blitz Striker 100RSF （バサルトホロギウムとナイトメアレックスは未発売）                                      | 4D ハイブリッドウィール                   | 2011年8月6日   |
| BB-118     | ファントムオリオンB：D （スターター） | Phantom Orion B:D                                                                                            | 4D                                        | 2011年9月17日  |
| BB-119     | デスケツァルコアトル125RDF （スターター） | Death Quetzalcoatl 125RDF                                                                                    | 4D                                        | 2011年10月22日 |
| BB-120     | プロトタイプネメシス（両回転） （アルティメットベイ太セット）                                                                                             | Proto Nemesis                                                                                                | 4D                                        | 2011年10月22日 |
| BB-121     | デュオウラヌス230WD ウイングペガシス90WF エルドラゴガーディアンS130MB（左回転） （究極DXセット）                                                          | Duo Ice-Titan 230WD Wing Pegasus 90WF L-Drago Guardian S130MB                                                | 4D                                        | 2011年11月17日 |
| BB-122     | ディアブロネメシスX：D （スターター） | Diablo Nemesis X:D                                                                                           | 4D                                        | 2011年12月28日 |
| BB-123     | フュージョンハーデスAD145SWD バクシンベルゼブT125XF （ランダムブースターVol.9）                                                                           | Firefuse Darkhelm AD145SWD （バクシンベルゼブは未発売）                                                      | 4D ハイブリッドウィール                   | 2011年12月28日 |
| SP         | ウイングペガシスS130RB （WBBA限定） | | 4D                                        | 2012年1月15日  |
| SP         | オメガドラゴニス85XF （ガイドブック同梱） | Omega Dragonis 85XF                                                                                          | 4D                                        | 2012年1月20日  |
| BB-124     | クライスシグナス145WD （スターター） | Kreis Cygnus 145WD                                                                                           | 4D                                        | 2012年1月21日  |
| BB-126     | フラッシュサジタリオ230WD （スターター） | Flash Sagittario 230WD                                                                                       | 4D                                        | 2012年2月18日  |
| BBG-01     | サムライイフレイドW145CF （スターター） | Samurai Ifrit W145CF                                                                                         | ZEROG                                     | 2012年3月31日  |
| BBG-02     | シノビサラマンダSW145SD （ブースター） | Ninja Salamander SW145SD                                                                                     | ZEROG                                     | 2012年3月31日  |
| BBG-08     | パイレーツオロジャ145D （ブースター） | Pirate Orochi 145D                                                                                           | ZEROG                                     | 2012年4月21日  |
| BBG-09     | シーフフェニックE230GCF （ZEROGランダムブースターVol.1）                                                                                                  | Thief Phoenix E230GCF                                                                                        | ZEROG                                     | 2012年4月21日  |
| SP         | サラマンダイフレイドDF145XF （コロコロコミック限定） | | ZEROG                                     | 2012年5月15日  |
| BBG-10     | ガーディアンリヴァイザー160SB （スターター） | Guardian Leviathan 160SB                                                                                     | ZEROG                                     | 2012年5月19日  |
| SP         | オロジャリヴァイザーT125JB （コロコロコミック限定） | | ZEROG                                     | 2012年6月15日  |
| BBG-12     | アーチャーグリフC145S （ブースター） | Archer Griffin C145S                                                                                         | ZEROG                                     | 2012年6月23日  |
| BBG-13     | パイレーツキラーケンA230JSB （シンクロームバトルセット）                                                                                                  | Pirate Kraken A230JSB                                                                                        | ZEROG                                     | 2012年6月23日  |
| BBG-16     | ダークナイトドラグーンLW160BSF（左回転） （スターター）                                                                                                   | Ronin Dragoon LW160BSF                                                                                       | ZEROG                                     | 2012年7月21日  |
| BBG-17     | アーチャーガーゴルSA165WSF （ZEROGランダムブースターVol.2）                                                                                               | Archer Gargoyle SA165WSF                                                                                     | ZEROG                                     | 2012年7月21日  |
| BBG-20     | バンディッドゴレイムDF145BS （ブースター） | Bandit Golem DF145BS                                                                                         | ZEROG                                     | 2012年8月11日  |
| BBG-22     | バーサーカーベギラドスSR200BWD （スターター） | Berserker Behemoth SR200BWD                                                                                  | ZEROG                                     | 2012年9月15日  |
| BBG-23     | バンディッドゲンブルF230TB （ZEROGランダムブースターVol.3）                                                                                               | Bandit Genbu F230TB                                                                                          | ZEROG                                     | 2012年10月20日 |
| BBG-24     | グリフジラーゴWA130HF ガーゴルイフレイドSA165GCF サラマンダバルロDF145SWD （究極シンクロームDXセット）                                                    | Thief Zirago WA130HF （サラマンダバルロとガーゴルイフレイドは未発売）                                        | ZEROG                                     | 2012年11月17日 |
| BBG-25     | オロジャワイヴァング145EDS ゴレイムリヴァイザーE230SB キラーケンバルロA230WB （究極シンクロームDXセット）                                                 | | ZEROG                                     | 2012年11月17日 |
| BBG-26     | サムライペガシスW105R2F （スターター） | Samurai Pegasus W105R2F                                                                                      | ZEROG                                     | 2012年12月1日  |
| BBG-27     | グラディエーターバハムディアSP230GF （スターター） | Gladiator Bahamoote SP230GF                                                                                  | ZEROG                                     | 2012年12月1日  |

### ベイブレードバースト（2015年 - 2023年）
| IDナンバー | 名前 | 日本国外版名前 | シリーズ                                                  | 発売日         |
| ---------- | --- | --- | --------------------------------------------------------- | -------------- |
| B-01       | ヴァルキリー・ウイング・アクセル （スターター） | Valtryek Wing Accel | 初期                                                      | 2015年7月18日  |
| B-02       | スプリガン・スプレッド・フュージョン （スターター） | Spryzen Spread Fusion | 初期                                                      | 2015年7月18日  |
| B-03       | ラグナルク・ヘビー・サバイブ （スターター） | Roktavor Heavy Survive | 初期                                                      | 2015年7月18日  |
| B-04       | ケルベウス・セントラル・ディフェンス （スターター） | Kerbeus Central Defense | 初期                                                      | 2015年7月18日  |
| B-05       | スプリガン・ヘビー・ディフェンス （ブースター） | Spryzen Heavy Defense | 初期                                                      | 2015年7月18日  |
| B-06       | ラグナルク・セントラル・アクセル （ブースター） | Roktavor Central Accel | 初期                                                      | 2015年7月18日  |
| B-07       | ケルベウス・ウイング・フュージョン （ブースター） | Kerbeus Wing Fusion | 初期                                                      | 2015年7月18日  |
| B-12       | デスサイザー・オーバル・アクセル （スターター） | Doomscizor Oval Accel | 初期                                                      | 2015年8月8日   |
| B-13       | ヴァルキリー・スプレッド・サバイブ （ブースター） | Valtryek Spread Survive | 初期                                                      | 2015年8月8日   |
| B-00       | アマテリオス・エアロ・アサルト （wbba.限定） | Amaterios | 初期                                                      | 2015年8月18日  |
| B-14       | ワイバーン・アームド・マッシブ （スターター） | Wyvron Armed Massive | 初期                                                      | 2015年9月19日  |
| B-15       | トライデント・ヘビー・クロー （ランダムブースターVol.1） | Treptune Heavy Claw | 初期                                                      | 2015年9月19日  |
| B-17       | オーディン・セントラル・ブロウ （ブースター） | Odax Central Blow | 初期                                                      | 2015年10月17日 |
| B-20       | ホルスード・スプレッド・エッジ （ブースター） | Horusood Spread Edge | 初期                                                      | 2015年11月14日 |
| B-21       | ミノボロス・オーバル・クエイク デスサイザー・ウイング・フュージョン スプリガン・スプレッド・ブロウ （改造セット） | Minoboros Oval Quake （デスサイザーとスプリガンは未発売）                                                                                            | 初期                                                      | 2015年11月14日 |
| B-22       | ユニコーン・リング・ディフェンス ワイバーン・ヘビー・サバイブ ラグナルク・セントラル・マッシブ （改造セット） | Unicrest Ring Defense （ワイバーンとラグナルクは未発売）                                                                                             | 初期                                                      | 2015年11月14日 |
| B-23       | エクスカリバー・フォース・エクストリーム （スターター） | Xcalius Force Xtreme | 初期                                                      | 2015年12月26日 |
| B-24       | イビルアイ・ウイング・ニードル （ランダムブースターVol.2） | Evipero Wing Needle | 初期                                                      | 2015年12月26日 |
| B-28       | ネプチューン・アームド・ゼファー （ブースター） | Nepstrius Armed Zephyr | 初期                                                      | 2016年1月23日  |
| B-31       | ユグドラシル・リング・ジャイロ （スターター） | Yegdrion Ring Gyro | 初期                                                      | 2016年2月20日  |
| B-34       | ビクトリーヴァルキリー.B.V （スターター） | Victory Valtryek V2 Boost Variable | デュアルレイヤー                                          | 2016年4月2日   |
| B-35       | ストームスプリガン.K.U （スターター） | Storm Spryzen S2 Knuckle Unite | デュアルレイヤー                                          | 2016年4月2日   |
| B-36       | ライジングラグナルク.G.R （ブースター） | Raging Roktavor R2 Gravity Revolve | デュアルレイヤー                                          | 2016年4月2日   |
| B-37       | カイザーケルベウス.L.P （ブースター） | King Kerbeus K2 Limited Press | デュアルレイヤー                                          | 2016年4月2日   |
| B-41       | ワイルドワイバーン.V.O （スターター） | Wild Wyvron W2 Vertical Orbit | デュアルレイヤー                                          | 2016年4月29日  |
| B-42       | ダークデスサイザー.F.J （ブースター） | Dark Doomscizor D2 Force Jaggy | デュアルレイヤー                                          | 2016年4月29日  |
| B-44       | ホーリーホルスード.U.C （ブースター） | Hyper Horusood H2 Upper Claw | デュアルレイヤー                                          | 2016年5月28日  |
| B-46       | オベリスクオーディン.T.X （ブースター） | Omni Odax O2 Triple Xtreme | デュアルレイヤー                                          | 2016年6月18日  |
| B-00       | バルドゥール.β.β （wbba.限定） | Baderov | デュアルレイヤー                                          | 2016年6月25日  |
| B-48       | ゼノエクスカリバー.M.I （スターター） | Xeno Xcalius X2 Magnum Impact | デュアルレイヤー                                          | 2016年7月2日   |
| B-49       | イェーガーユグドラシル.G.Y （ランダムブースターVol.3） | Yugen Yegdrion Y2 Gravity Survive | デュアルレイヤー                                          | 2016年7月16日  |
| B-56       | アンロックユニコーン.D.N （ブースター） | Uber Unicrest U2 Down Needle | デュアルレイヤー                                          | 2016年8月6日   |
| B-57       | カオス・オーバル・ジャイロ ノヴァネプチューン.V.T ビクトリーヴァルキリー.U.Q （トリプルブースターセット） | Caynox Oval Gyro Nova Nepstrius N2 Vertical Zephyr （ビクトリーヴァルキリーは未発売）                                                                | 初期 デュアルレイヤー                                     | 2016年8月6日   |
| B-59       | ジリオンゼウス.I.W （スターター） | Zillion Zeutron Z2 Infinity Weight | デュアルレイヤー                                          | 2016年9月17日  |
| B-00       | ジリオンゼウス.M.V （コロコロコミック限定） | | デュアルレイヤー                                          | 2016年10月15日 |
| B-61       | クアッドケツアルカトル.J.P ドライガースラッシュ.H.F （ランダムブースターVol.4） | Quill Quetziko Q2 Jerk Press Driger Slash Heavy Fusion                                                                                               | デュアルレイヤー レジェンド                               | 2016年10月22日 |
| B-62       | ファングフェンリル.B.J （ベイスタジアムセット） | Ferro Fengriff F2 Boost Jaggy | デュアルレイヤー                                          | 2016年10月22日 |
| B-63       | ビーストベヒーモス.H.H （ブースター） | Beast Betromoth B2 Heavy Hold | デュアルレイヤー                                          | 2016年11月12日 |
| B-64       | インフェルノイフリート.M.L ビクトリーヴァルキリー.T.U ストームスプリガン.B.I （超改造セット） | Inferno Ifritor I2 Magnum Liner （ビクトリーヴァルキリーとストームスプリガンは未発売）                                                               | デュアルレイヤー                                          | 2016年11月12日 |
| B-65       | サイキックファントム.P.W ワイルドワイバーン.I.Y カイザーケルベウス.D.O （超改造セット） | Phrenic Phantazus P2 Polish Edge （ワイルドワイバーンとカイザーケルベウスは未発売）                                                                  | デュアルレイヤー                                          | 2016年11月12日 |
| B-00       | ドラグーンストーム.W.X（左回転） （コロコロアニキ限定） | Dragoon Storm Wing Xtreme | レジェンド                                                | 2016年11月15日 |
| B-00       | ドランザースパイラル.S.T （wbba.ストア限定） | Dranzer Spiral Spread Unite | レジェンド                                                | 2016年11月26日 |
| B-66       | ロストロンギヌス.N.Sp（左回転） （スターター） | Lost Luinor L2 Nine Spiral | デュアルレイヤー                                          | 2016年12月28日 |
| B-67       | ギガントガイア.Q.F ドラシエルシールド.C.P （ランダムブースターVol.5） | Giga Gaianon G2 Quarter Fusion Draciel Shield Central Press                                                                                          | デュアルレイヤー レジェンド                               | 2016年12月28日 |
| B-69       | ジェイルヨルムンガンド.I.Cy （ブースター） | Jumbo Jormuntor J2 Infinity Cycle | デュアルレイヤー                                          | 2017年1月21日  |
| B-00       | ビクトリーヴァルキリー.β.α （コロコロコミック限定） | | デュアルレイヤー                                          | 2017年2月15日  |
| B-71       | アシッドアヌビス.Y.O （ブースター） | Atlas Anubion A2 Yell Orbit | デュアルレイヤー                                          | 2017年2月25日  |
| B-00       | ダークネスドライガー.H.F （コロコロアニキ限定） | | レジェンド                                                | 2017年3月15日  |
| B-73       | ゴッドヴァルキリー.6V.Rb （スターター） | Genesis Valtryek V3 6Vortex Reboot | ゴッドレイヤー                                            | 2017年3月18日  |
| B-74       | クライスサタン.2G.Lp （スターター） | Kinetic Satomb S3 2Glaive Loop | ゴッドレイヤー                                            | 2017年3月18日  |
| B-75       | ブレイズラグナルク.4C.Fl （ブースター） | Berserk Roktavor R3 4Cross Flugel | ゴッドレイヤー                                            | 2017年3月18日  |
| B-79       | ドレインファブニル.8.Nt（左回転） （スターター） | Drain Fafnir F3 8 Nothing | ゴッドレイヤー                                            | 2017年4月29日  |
| B-80       | トルネードワイバーン.4G.At イクシードイビルアイ.G.At （ランダムブースターVol.6） | Tempest Wyvron W3 4Glaive Atomic Epic Evipero E2 Heavy Edge                                                                                          | ゴッドレイヤー デュアルレイヤー                           | 2017年4月29日  |
| B-82       | アルタークロノス.6M.T （ブースター） | Alter Cognite C3 6Meteor Trans | ゴッドレイヤー                                            | 2017年5月27日  |
| B-85       | キラーデスサイザー.2V.Hn （ブースター） | Krusher Doomscizor D3 2Vortex Hunter | ゴッドレイヤー                                            | 2017年7月1日   |
| B-86       | レジェンドスプリガン.7.Mr（両回転） （スターター） | Legend Spryzen S3 7 Merge | ゴッドレイヤー                                            | 2017年7月1日   |
| B-87       | マキシマムガルーダ.8F.Fl （ランダムブースターVol.7） | Maximus Garuda G3 8Flow Flugel | ゴッドレイヤー                                            | 2017年7月15日  |
| B-89       | ブラストジニウス.5G.Gr （ブースター） | Blast Jinnius J3 5Glaive Guard | ゴッドレイヤー                                            | 2017年8月11日  |
| B-90       | ギャラクシーゼウス.4M.Pl ガーディアンケルベウス.H.R マッドミノボロス.Q.Q （3on3バトルブースターセット） | Galaxy Zeutron Z4 4 Liner-S Guardian Kerbeus K4 Heavy Survive-S Mad Minoboros M2 Knuckle Jaggy                                                       | ゴッドレイヤー デュアルレイヤー                           | 2017年8月11日  |
| B-00       | オリハルコン.Ω.Ω （wbba.限定） | Orichalcum O3 Outer Octa | ゴッドレイヤー                                            | 2017年8月11日  |
| B-00       | シャドウオリハルコン.α.β （コロコロコミック限定） | | ゴッドレイヤー                                            | 2017年8月12日  |
| B-00       | ブレイズラグナルク.4S.B （wbba.ストア限定） | | ゴッドレイヤー                                            | 2017年8月26日  |
| B-92       | ジークエクスカリバー.1.Ir （スターター） | Surge Xcalius X3 1 Iron | ゴッドレイヤー                                            | 2017年9月16日  |
| B-95       | シェルターレグルス.5S.Tw （ランダムブースターVol.8） | Shelter Regulus R3 5Star Tower | ゴッドレイヤー                                            | 2017年10月21日 |
| B-96       | 撃ゴッドヴァルキリー.∞ （ベイスタジアムセット） | | ゴッドレイヤー                                            | 2017年10月21日 |
| B-97       | ナイトメアロンギヌス.Ds（左回転） （スターター） | Nightmare Luinor L3 Destroy | ゴッドレイヤー                                            | 2017年11月11日 |
| B-98       | アークバハムート.2B.At（左回転） ディープカオス.4F.Br ドレインファブニル.7S.Z（左回転） トルネードワイバーン.1M.Sp （ゴッドカスタマイズセット）                                                                          | Arc Balkesh B3 2Bump Atomic Deep Caynox C3 4Flow Bearing （ドレインファブニルとトルネードワイバーンは未発売）                                        | ゴッドレイヤー                                            | 2017年11月11日 |
| B-00       | 邪神アマテリオス.7M.X （wbba.ストア限定） | | 初期                                                      | 2017年11月25日 |
| B-00       | ドラグーンファントム.G.V（左回転） （コロコロアニキ限定） | Dragoon Fighter Gravity Vairable | レジェンド                                                | 2017年12月15日 |
| B-100      | スプリガンレクイエム.0.Zt（両回転） （スターター） | Spryzen Requiem S3 0 Zeta | ゴッドレイヤー                                            | 2017年12月28日 |
| B-101      | ビートククルカン.7U.Hn ドランザーフレイム.Y.Zt （ランダムブースターVol.9） | Boom Khalzar K3 7Under Hunter Dranzer Flame Yell Zeta                                                                                                | ゴッドレイヤー レジェンド                                 | 2017年12月28日 |
| B-102      | ツインネメシス.3H.Ul （ブースター） | Twin Noctemis N3 2 Jaggy | ゴッドレイヤー                                            | 2018年1月27日  |
| B-00       | デュオエクリプス.7S.U （コロコロコミック限定） | | ゴッドレイヤー                                            | 2018年2月15日  |
| B-103      | スクリュートライデント.8B.Wd （ブースター） | Spiral Treptune T4 8 Wedge-S | ゴッドレイヤー                                            | 2018年2月17日  |
| B-104      | ウイニングヴァルキリー.12.Vl （スターター） | Wonder Valtryek V4 12 Volcanic-S | 超Zレイヤー                                               | 2018年3月17日  |
| B-105      | ゼットアキレス.11.Xt （スターター） | Z Achilles A4 11 Xtend-S | 超Zレイヤー                                               | 2018年3月17日  |
| B-106      | エンペラーフォルネウス.0.Yr （ブースター） | Emperor Forneus F4 0 Yard-S | 超Zレイヤー                                               | 2018年3月17日  |
| B-110      | ブラッディロンギヌス.13.Jl（左回転） （スターター） | Brutal Luinor L4 13 Jolt-S | 超Zレイヤー                                               | 2018年4月28日  |
| B-111      | クラッシュラグナルク.11R.Wd （ランダムブースターVol.10） | Crash Roktavor R4 11 Wedge-S | 超Zレイヤー                                               | 2018年4月28日  |
| B-113      | ヘルサラマンダー.12.Op（左回転） （ブースター） | Heat Salamander S4 12 Operate-S | 超Zレイヤー                                               | 2018年5月26日  |
| B-115      | アーチャーヘラクレス.13.Et （ブースター） | Archer Hercules H4 13 Eternal-S | 超Zレイヤー                                               | 2018年6月23日  |
| B-117      | リヴァイブフェニックス.10.Fr （スターター） | Revive Phoenix P4 10 Friction-S | 超Zレイヤー                                               | 2018年7月7日   |
| B-118      | ヴァイスレオパルド.12L.Ds （ランダムブースターVol.11） | Vice Leopard L4 12Lift Destroy-S | 超Zレイヤー                                               | 2018年7月14日  |
| B-00       | 闇アマテリオス.0.X' （コロコロコミック限定） | | 超Zレイヤー                                               | 2018年8月10日  |
| B-120      | バスターエクスカリバー.1'.Sw （スターター） | Breaker Xcalius X4 1' Sword-S | 超Zレイヤー                                               | 2018年8月11日  |
| B-121      | ハザードケルベウス.7.At ゼットアキレス.3D.Ds ウルボーグ.8.Br （トリプルブースターセット） | Hazard Kerbeus K4 7 Atomic-S Wolborg Ring Prevail-S （ゼットアキレスは未発売）                                                                       | 超Zレイヤー レジェンド                                    | 2018年8月11日  |
| B-00       | エンペラーフォルネウス.4G.Hn' （wbba.ストア限定） | | 超Zレイヤー                                               | 2018年8月25日  |
| B-00α      | シャイニングアマテリオス.α'α.αn （wbba.限定） | Shining Amaterios A3 Aero'Angle Anchor | 超Zレイヤー                                               | 2018年9月21日  |
| B-122      | ガイストファブニル.8'.Ab（左回転） （スターター） | Geist Fafnir F4 8' Absorb-S | 超Zレイヤー                                               | 2018年9月22日  |
| B-125      | デッドハデス.11T.Z' （ランダムブースターVol.12） | Dread Hades H3 11Turn Zephyr | 超Zレイヤー                                               | 2018年10月20日 |
| B-126      | レフトアポロス.無限L（左回転） ライトアルテミス.∞ （ベイスタジアムセット） | Left Astro A4 10 Needle-S Right Artemis A4 6 Jaggy-S                                                                                                 | 超Zレイヤー                                               | 2018年10月20日 |
| B-00       | シャイニングアマテリオス.3.Ds' （ゲームソフト同梱） | | 超Zレイヤー                                               | 2018年10月25日 |
| B-127      | 超Zヴァルキリー.Z.Ev（超Z覚醒シリーズ第1弾） （スターター） | Turbo Valtryek V3 Zenith Evolution | 超Zレイヤー                                               | 2018年11月17日 |
| B-128      | 超Zスプリガン.0W.Zt'（両回転）（超Z覚醒シリーズ第2弾） オーブイージス.Ω.Qs クラッシュラグナルク.5C.Vl' ブラッディロンギヌス.1'D.Cy（左回転） （超強力新改造セット）                                                      | Turbo Spryzen S4 0Wall Zeta-S Orb Engaard E4 Outer Quest-S （クラッシュラグナルクとブラッディロンギヌスは未発売）                                    | 超Zレイヤー                                               | 2018年11月17日 |
| B-00       | アーチャーヘラクレス.10C.A' （wbba.ストア限定） | | 超Zレイヤー                                               | 2018年11月24日 |
| B-129      | 超Zアキレス.00.Dm（超Z覚醒シリーズ第3弾） （スターター） | Turbo Achilles A4 0O Dimension-S | 超Zレイヤー                                               | 2018年12月27日 |
| B-130      | エアナイト.12E.Et （ランダムブースターVol.13） | Air Knight K4 12Expand Eternal-S | 超Zレイヤー                                               | 2018年12月27日 |
| B-131      | デッドフェニックス.0.At （ブースター） | Dread Phoenix P4 10 Friction-S | 超Zレイヤー                                               | 2019年1月26日  |
| B-00       | 超Zスプリガン.10.Jl'（両回転） （コロコロコミック限定） | | 超Zレイヤー                                               | 2019年2月15日  |
| B-132      | ドライガーファング.0.Xt （ランダムブースターVol.14） | Driger Fang 0 Xtend | レジェンド                                                | 2019年2月16日  |
| B-133      | エース/グラン/ロックドラゴン.St.Ch 斬 （スターター） | Ace Dragon D5 Sting Charge I-H/Glyph Dragon D5 Sting Charge III-H/Rock Dragon D5 Sting Charge II-H                                                   | ガチンコレイヤー                                          | 2019年3月16日  |
| B-134      | スラッシュヴァルキリー.Bl.Pw 烈 （ブースター） | Sword Valtryek V5 Blitz Power-H | ガチンコレイヤー                                          | 2019年3月16日  |
| B-135      | ブシンアシュラ.Hr.Kp 天 （ブースター） | Bushin Ashindra A5 Hurricane Keep-H | ガチンコレイヤー                                          | 2019年3月16日  |
| B-00       | 超Zヴァルキリー.1'R.Rb' （wbba.ストア限定） | | 超Zレイヤー                                               | 2019年3月30日  |
| B-139      | ウィザードファブニル.Rt.Rs 閃（左回転） （スターター） | Wizard Fafnir F5 Ratchet Rise-H | ガチンコレイヤー                                          | 2019年4月27日  |
| B-140      | コスモヴァルキリー.11.Et 天 ストームペガシス.10G.Qc' （ランダムブースターVol.15） | Cosmic Valtryek V5 Ring Trick-H Storm Pegasis P5 | ガチンコレイヤー レジェンド                               | 2019年4月27日  |
| B-00       | グランヴァルキリー.Z.H' 天 （wbba.ストア限定） | | ガチンコレイヤー                                          | 2019年4月27日  |
| B-142      | ジャッジメントジョーカー.00T.Tr 斬 （ブースター） | Judgement Joker J5 0O Trick-H | ガチンコレイヤー                                          | 2019年5月25日  |
| B-144      | ツヴァイロンギヌス.Dr.Sp' 滅（左回転） （ブースター） | Zone Luinor L5 Drake Spiro-H | ガチンコレイヤー                                          | 2019年6月22日  |
| B-145      | ベノム/イレイズディアボロス.Vn.Bl（両回転） （スターター） | Venom Devolos D5 Vanguard Bullet I-H/Erase Devolos D5 Vanguard Bullet II-H                                                                           | ガチンコレイヤー                                          | 2019年7月6日   |
| B-00       | ドラグーンファントム.00S.Pw（左回転） ストームペガシス.Hr.L' 超Zアキレス.4B.Yr エースドラゴン.0G.Z' 天 スラッシュヴァルキリー.8'C.R 烈 （コロコロプレミア限定）                                                          | | レジェンド 超Zレイヤー ガチンコレイヤー                   | 2019年7月17日  |
| B-00       | ドラシエルフォートレス.10.Pl （タカラトミーモール限定） | Draciel Fortress Limited Friction-H | レジェンド                                                | 2019年7月19日  |
| B-146      | フレアドラゴン.Ar.Pl 閃 ガイアドラグーン.Ar.Hn' （ランダムブースターVol.16） | | ガチンコレイヤー レジェンド                               | 2019年7月20日  |
| B-00       | グランヴァルキリー.Ω.V' 天 （東京ドーム限定） | | ガチンコレイヤー                                          | 2019年8月10日  |
| B-148      | ヘブンペガサス.10P.Lw 閃 （ブースター） | Harmony Pegasus P5 10 Low-H | ガチンコレイヤー                                          | 2019年8月10日  |
| B-149      | ロードスプリガン.Bl.Dm'（両回転） ドレッドバハムート.7W.Om 幻（左回転） スラッシュドラゴン.00.Ω 滅 （トリプルブースターセット）                                                                                          | Lord Spryzen S5 Blitz Dimensional-H Dusk Balkesh B5 7 Orbital-H （スラッシュドラゴンは未発売）                                                       | ガチンコレイヤー                                          | 2019年8月10日  |
| B-00       | エースアシュラ.00M.V' 烈 （wbba.ストア限定） | | ガチンコレイヤー                                          | 2019年8月31日  |
| B-00       | ジャッジメントヴァルキリー.Z.Q' 轟 （コロコロコミック限定） | | ガチンコレイヤー                                          | 2019年9月14日  |
| B-150      | ユニオンアキレス.Cn.Xt+ 烈 （ブースター） | Union Achilles A5 Convert Xtender-H | ガチンコレイヤー                                          | 2019年9月21日  |
| B-151      | タクトロンギヌス.12T.T' 双（左回転） ライトニングエルドラゴ.10R.Z'（左回転） （ランダムブースターVol.17） | | ガチンコレイヤー レジェンド                               | 2019年10月19日 |
| B-153      | プライムアポカリプス.0D.Ul'（両回転）（無限ロックシリーズ第1弾） レガリアジェネシス.Hy（両回転）（無限ロックシリーズ第2弾） イレイズファブニル.St.Tr 天（左回転） コスモドラゴン.Vn.Rs 烈 （ガチンコカスタマイズセット） | Prime Apocalypse A5 0 Ultimate Reboot-H Royal Genesis G5 Swipe Hybrid-H （イレイズファブニルとコスモドラゴンは未発売）                               | ガチンコレイヤー                                          | 2019年10月19日 |
| B-154      | インペリアルドラゴン.Ig' （ブースター） | Command Evo Dragon D5 Ignition-H | ガチンコレイヤー                                          | 2019年11月16日 |
| B-00       | ツヴァイバハムート.Ω.α' 斬（左回転） （wbba.ストア限定） | | ガチンコレイヤー                                          | 2019年11月30日 |
| B-00       | ドラグーンビクトリー.St.Ev（左回転） （コロコロコミック限定） | | レジェンド                                                | 2019年12月13日 |
| B-155      | マスターディアボロス.Gn（両回転） （スターター） | Master Evo Devolos D5 Generate-H | ガチンコレイヤー                                          | 2019年12月26日 |
| B-156      | ネイキッドスプリガン.Pr.Om 天（左回転） （ランダムブースターVol.18） | | ガチンコレイヤー                                          | 2019年12月26日 |
| B-00       | フレイムサジタリオ.8'.C ロックレオーネ.0.M アースアクイラ.2.Y （タカラトミーモール限定） | | レジェンド                                                | 2019年12月28日 |
| B-157      | ビッグバンジェネシス.0.Ym（両回転）（無限ロックシリーズ第3弾） （ブースター） | Eclipse Evo Genesis G5 Swipe Friction-H | ガチンコレイヤー                                          | 2020年1月25日  |
| B-158      | バーンフェニックス.Y.Wd ポイズンヒュドラ.8'α.F' 幻 ノックアウトオーディン.12.Op' 天 （ランダムブースターVol.19） | | レジェンド ガチンコレイヤー                               | 2020年2月22日  |
| B-00       | ユニオンディアボロス.00E.Br （wbba.ストア限定） | | ガチンコレイヤー                                          | 2020年3月14日  |
| B-159      | スーパーハイペリオン.Xc 1A （ブースター） | Super Hyperion H6 7 Xceed-SP | スパーキングレイヤー                                      | 2020年3月28日  |
| B-160      | キングヘリオス.Zn 1B（左回転） （ブースター） | Kolossal Helios H6 10 Zoning-SP | スパーキングレイヤー                                      | 2020年3月28日  |
| B-161      | グライドラグナルク.Wh.R 1S （ブースター） | Glide Roktavor R6 Wheel-SP Revolving-SPM | スパーキングレイヤー                                      | 2020年3月28日  |
| B-163      | ブレイブヴァルキリー.Ev' 2A （ブースター） | Brave Valtryek V6 Aero' Evolutional-SP | スパーキングレイヤー                                      | 2020年4月25日  |
| B-164      | カースサタン.Hr.Un 1D （ランダムブースターVol.20） | Curse Satomb S6 Hurricane Universe-SPM | スパーキングレイヤー                                      | 2020年4月25日  |
| B-167      | ミラージュファブニル.Nt 2S（左回転） （ブースター） | Mirage Fafnir F6 1A-D Nothingness-SP | スパーキングレイヤー                                      | 2020年5月30日  |
| B-168      | レイジロンギヌス.Ds' 3A（左回転） （ブースター） | Raid Luinor L6 3A-D Destroyer-SPM | スパーキングレイヤー                                      | 2020年6月27日  |
| B-169      | バリアントルシファー.Mb 2D （スターター） | Vex Lucius L6 2D-D Mobius-SP | スパーキングレイヤー                                      | 2020年7月18日  |
| B-170      | デスディアボロス.4T.Mr' 1D アビスディアボロス.5.F' 1S（左回転） （ランダムブースターVol.21） | Demise Devolos D6 Four 1B-D Merger-SP Abyss Devolos D6 5 Fusional-SP                                                                                 | スパーキングレイヤー                                      | 2020年7月23日  |
| B-171      | ネイキッドディアボロス.11.Wv 極（左回転） テンペストドラゴン.Cm 1A カースサタン.α'.H' 1D （トリプルブースターセット） | Triumph Dragon D6 Armed Charger-SPM （ネイキッドディアボロスとカースサタンは未発売）                                                                 | ガチンコレイヤー スパーキングレイヤー                     | 2020年8月8日   |
| B-00       | ロードアキレス.Pr.Qc' （wbba.ストア限定） | | ガチンコレイヤー                                          | 2020年8月29日  |
| B-00       | ドライガーバルカン.10R.W ドランザーボルケーノ.Hr.Dm ドラシエルバイパー.Ar.Om ガイアドラグーンバースト.10E.Ir （タカラトミーモール限定）                                                                                  | | レジェンド                                                | 2020年8月29日  |
| B-172      | ワールドスプリガン.U' 2B（両回転） （ブースター） | World Spryzen S6 Limited United-SP | スパーキングレイヤー                                      | 2020年9月19日  |
| B-173      | インフィニットアキレス.Dm' 1B （ランダムブースターVol.22） | Infinite Achilles A6 1B-D Dimensioning-SP | スパーキングレイヤー                                      | 2020年10月24日 |
| B-174      | ハイペリオンバーン.超.Xc'+X（リミットブレイクシリーズ第1弾） ヘリオスボルケーノ.王.Zn'+Z（左回転）（リミットブレイクシリーズ第2弾） （リミットブレイクDXセット）                                                         | Evo Hyperion Flamebringer H6 6 Xceed+X-SP Evo Helios Blazebringer H6 Outer Zoning+Z-SPM                                                              | スパーキングレイヤー                                      | 2020年11月14日 |
| B-175      | ルシファージエンド.皇.Dr（リミットブレイクシリーズ第3弾） （ブースター） | Evo Lucius Endbringer L6 Vertical Drift-SP | スパーキングレイヤー                                      | 2020年11月28日 |
| B-176      | ホロウデスサイザー.12A.HA' 4A （ランダムブースターVol.23） | Hollow Doomscizor D6 12 Xceed-SP | スパーキングレイヤー                                      | 2020年12月26日 |
| B-00       | ギャラクシーペガシス.5G.Jl' レイユニコルノ.1'P.U' グラビティペルセウス.00B.Y（両回転） メテオエルドラゴ.7V.Sp'（左回転） ヘルケルベクス.0L.Mb （タカラトミーモール限定）                                                 | | レジェンド                                                | 2020年12月30日 |
| B-177      | ジェットワイバーン.Ar.Js 1D （ブースター） | Jet Wyvron W6 Central Needling-SP | スパーキングレイヤー                                      | 2021年1月23日  |
| B-178      | ファーストウラヌス.00.MA 1D （ランダムブースターVol.24） | | スパーキングレイヤー                                      | 2021年2月27日  |
| B-179      | デスソロモン.MF 2B （ブースター） | | スパーキングレイヤー                                      | 2021年3月20日  |
| B-180      | ダイナマイトベリアル.Nx.Vn-2 （ブースター） | Destruction Belfyre B7 Nexus-Q Yielding-Q+Venture-2                                                                                                  | ダイナマイトバトルレイヤー                                | 2021年4月24日  |
| B-181      | サイクロンラグナルク.Gg.Nv-6 ドラグーンV2.Wh.Xc'（左回転） （ランダムブースターVol.25） | Cyclone Roktavor R7 Giga-Q Assault-Q+Never-6 （ドラグーンV2は未発売）                                                                                | ダイナマイトバトルレイヤー レジェンド                     | 2021年4月24日  |
| B-185      | バニッシュファブニル.Tp.Kc-3（左回転） （ブースター） | Vanish Fafnir F7 Tapered-Q Xtend+-Q+Kick-3 | ダイナマイトバトルレイヤー                                | 2021年5月29日  |
| B-186      | ロアバハムート.Gg.Mm-10（左回転） ドランザーV2.0C.Rb' （ランダムブースターVol.26） | Roar Balkesh B7 Giga-Q Edge-Q+Moment-10 （ドランザーV2は未発売）                                                                                     | ダイナマイトバトルレイヤー レジェンド                     | 2021年6月26日  |
| B-187      | セイバーヴァルキリー.Sh-7 （スターター） | Salvage Valtryek V7 Squadron-Q Smart-Q+Shot-7/Salvage Valtryek Rashad V7 Nexus-Q Yielding-Q+Quake-7                                                  | ダイナマイトバトルレイヤー                                | 2021年7月17日  |
| B-188      | アストラルスプリガン.Ov.Ot-0（両回転） （アストラルスプリガン改造セット） | Astral Spryzen S7 Over-Q Quattro-Q+Quattro-0 | ダイナマイトバトルレイヤー                                | 2021年8月7日   |
| B-189      | ギルティロンギヌス.Kr.MDs-2（左回転） （ブースター） | Guilty Luinor L7 Karma-Q Guard-Q+Destroy-2 | ダイナマイトバトルレイヤー                                | 2021年9月11日  |
| B-190      | ダイナマイトベリアル.Nx.Vn-3 ロアバハムート.Kr.MDr-6（左回転） （ダイナマイトバトルオールインワン対戦セット） | （ダイナマイトベリアルは未発売） Roar Balkesh B7 Giga-Q Gyro-Q+Drift-10'                                                                             | ダイナマイトバトルレイヤー                                | 2021年10月2日  |
| B-191      | デンジャラスベリアル.Al-2（オーバードライブシリーズ第1弾） プロミネンスフェニックス.Tp.MUn-10 セイバーペルセウス.Gg.Br'-3 （オーバードライブスペシャルスターターセット）                                                 | Devastate Evo Belfyre B7 Ciquex-Q Almighty-Q+Almight-2 Prominence Phoenix P7 Tapered-Q Zone-Q+Universe-10 Decay Perseus P7 S Gear-Q Orbit-Q+Unite-0' | ダイナマイトバトルレイヤー                                | 2021年10月9日  |
| B-192      | グレイテストラファエル.Ov.HXt+'（オーバードライブシリーズ第2弾） （ブースター） | Glory Regnar R7 Over-Q Just-Q+Xtend+-Greatest Armor                                                                                                  | ダイナマイトバトルレイヤー                                | 2021年11月13日 |
| B-193      | アルティメットヴァルキリー.Lg.V'-9 （ブースター） | Ultimate Evo Valtryek V7 Karma-Q Revolve-Q+Hunter-6'                                                                                                 | ダイナマイトバトルレイヤー                                | 2021年12月11日 |
| B-194      | デビルベリアル.Gg.Mb-3 （ランダムブースターVol.27） | | ダイナマイトバトルレイヤー                                | 2021年12月29日 |
| B-195      | プロミネンスヴァルキリー.Ov.At'-0 （ブースター） | | ダイナマイトバトルレイヤー                                | 2022年2月5日   |
| B-197      | ディヴァインベリアル.Nx.Ad-3 （ブースター） | Divine Evo Belfyre B8 Squadron-Q Guard-Q+Adventure-3                                                                                                 | バーストアルティメットレイヤー                            | 2022年4月23日  |
| B-198      | チェインケルベウス.Fr.Yr'-6 ドライガーV2.Ov.Wd' （ランダムブースターVol.29） | Chain Kerbeus K8 Aquilon-Q Revolve-Q+Yard-6 （ドライガーV2は未発売）                                                                                 | バーストアルティメットレイヤー レジェンド                 | 2022年5月28日  |
| B-199      | ガトリングドラゴン.Kr.Cm'-10 （ブースター） | Gambit Dragon D8 Karma-Q Zephyr-Q+Eruption-4' | バーストアルティメットレイヤー                            | 2022年6月25日  |
| B-200      | ジフォイドエクスカリバー.Xn.Sw'-1 （スターター） | Xiphoid Xcalius X8 Xanthus-Q Xtend+-Q+Sword-1 | バーストアルティメットレイヤー                            | 2022年7月16日  |
| B-201      | ゼストアキレス.Il.Qt'-4（両回転） （ゼストアキレス改造セット） | Zeal Achilles A8 Giga-Q Massive-Q+Quartet-10 | バーストアルティメットレイヤー                            | 2022年8月6日   |
| B-202      | ウインドナイト.Mn.Bn-6 （ランダムブースターVol.30） | Whirl Knight K8 Tapered-Q Jaggy-Q+Bounce-2 | バーストアルティメットレイヤー                            | 2022年9月10日  |
| B-00       | アストラルハローキティ.Ov.R'-0（両回転） （ブースター） | | ダイナマイトバトルレイヤー                                | 2022年9月17日  |
| B-203      | 超ハイペリオンMR.Tp.Xp-2 王ヘリオスMR.Gg.Zl-10（左回転） ディヴァインベリアル.Nx.BDr （アルティメットフュージョンDXセット）                                                                                              | Stellar Hyperion H8 Diagron-Q Guard-Q+Xplosion-7' Komet Helios H8 Fyquor-Q Planet-Q+Zinger-2 （ディヴァインベリアルは未発売）                        | バーストアルティメットレイヤー                            | 2022年10月8日  |
| B-204      | ディヴァインベリアル.Nx.Ad-6 チェインケルベウス.Kr.Mm'-3 （バーストアルティメットオールインワン対戦セット） | | ダイナマイトバトルレイヤー バーストアルティメットレイヤー | 2022年10月22日 |
| B-205      | バーストスプリガン.S'.F'-8（両回転） アルティメットヴァルキリー.W'.A'-9 （バーストアルティメットVSセット） | Bolt Spryzen S8 Xanthus-Q Quattro-Q+Thorn-1 Ultimate Evo Valtryek V8 Over-Q Liner-Q+Rampage-3'                                                       | バーストアルティメットレイヤー ダイナマイトバトルレイヤー | 2022年11月12日 |
| B-206      | バリケードルシファー.Il.BMb-10 （ブースター） | Blockade Evo Lucius L8 | バーストアルティメットレイヤー                            | 2022年12月10日 |
| B-00       | ドラグーンV2.Wh.Xp'（左回転） ドライガーV2.Il.Wd' ドラシエルV2.10T.Pl' （タカラトミーモール限定） | | レジェンド                                                | 2023年2月15日  |

### BEYBLADE X（2023年 - 現在）
| IDナンバー | 名前 | 日本国外版名前                                                    | シリーズ                                       | 発売日         |
| ---------- | --- | ----------------------------------------------------------------- | ---------------------------------------------- | -------------- |
| BX-01      | ドランソード3-60F （スターター）                                                                                        | Sword Dran 3-60F                                                  | ベーシックライン                               | 2023年7月15日  |
| BX-02      | ヘルズサイズ4-60T （スターター）                                                                                        | Scythe Incendio 4-60T                                             | ベーシックライン                               | 2023年7月15日  |
| BX-03      | ウィザードアロー4-80B （スターター）                                                                                    | Arrow Wizard 4-80B                                                | ベーシックライン                               | 2023年7月15日  |
| BX-04      | ナイトシールド3-80N （スターター）                                                                                      | Helm Knight 3-80N                                                 | ベーシックライン                               | 2023年7月15日  |
| BX-08      | ヘルズサイズ3-80B ウィザードアロー4-60N ナイトシールド4-80T （3on3デッキセット）                                        | Scythe Incendio 3-80B Arrow Wizard 4-60N                          | ベーシックライン                               | 2023年7月15日  |
| BX-00      | ドランザースパイラル3-80T （ブースター）                                                                                | Dranzer Spiral 3-80T                                              | X-OVER PROJECT                                 | 2023年7月15日  |
| BX-13      | ナイトランス4-80HN （ブースター）                                                                                       | Lance Knight 4-80HN                                               | ベーシックライン                               | 2023年8月10日  |
| BX-14      | シャークエッジ3-60LF （ランダムブースターVol.1）                                                                        | Keel Shark 3-60LF                                                 | ベーシックライン                               | 2023年9月9日   |
| BX-00      | コバルトドレイク4-60F （ゲーム・イベント限定）                                                                          | Cobalt Drake 4-60F                                                | ベーシックライン                               | 2023年9月15日  |
| BX-15      | レオンクロー5-60P （スターター）                                                                                        | Claw Leon 5-60P                                                   | ベーシックライン                               | 2023年10月7日  |
| BX-16      | ヴァイパーテイル5-80O （ランダムブースター ヴァイパーテイルセレクト）                                                   | Tail Viper 5-80O                                                  | ベーシックライン                               | 2023年10月7日  |
| BX-19      | ライノホーン3-80S （ブースター）                                                                                        | Horn Rhino 3-80S                                                  | ベーシックライン                               | 2023年11月2日  |
| BX-20      | ドランダガー4-60R シャークエッジ3-80F ナイトシールド5-80T （ドランダガーデッキセット）                                  | Dagger Dran 4-60R Keel Shark 3-80F Helm Knight 5-80T              | ベーシックライン                               | 2023年11月2日  |
| BX-21      | ヘルズチェイン5-60HT ナイトランス3-60LF ウィザードアロー4-80N （ヘルズチェインデッキセット）                            | Chain Incendio 5-60HT Lance Knight 3-60LF Arrow Wizard 4-80O      | ベーシックライン                               | 2023年11月2日  |
| BX-23      | フェニックスウイング9-60GF （スターター）                                                                               | Soar Phoenix 9-60GF                                               | ベーシックライン                               | 2023年12月27日 |
| BX-24      | ワイバーンゲイル5-80GB （ランダムブースターVol.2）                                                                      | Gale Wyvern 5-80GB                                                | ベーシックライン                               | 2023年12月27日 |
| BX-26      | ユニコーンスティング5-60GP （ブースター）                                                                               | Sting Unicorn 5-60GP                                              | ベーシックライン                               | 2024年1月27日  |
| BX-00      | ヘルズサイズ3-80F （コロコロ応募者全員サービス）                                                                        |                                                                   | ベーシックライン                               | 2024年1月27日  |
| BX-27      | スフィンクスカウル9-80GN （ランダムブースター スフィンクスカウルセレクト）                                              | Cowl Sphinx 9-80GN                                                | ベーシックライン                               | 2024年2月22日  |
| BX-00      | シャークエッジ5-60GF （B4ストア限定）                                                                                   |                                                                   | ベーシックライン                               | 2024年3月23日  |
| UX-01      | ドランバスター1-60A （スターター）                                                                                      | Buster Dran 1-60A                                                 | ユニークライン                                 | 2024年3月30日  |
| UX-02      | ヘルズハンマー3-70H （スターター）                                                                                      | Hammer Incendio 3-70H                                             | ユニークライン                                 | 2024年3月30日  |
| UX-03      | ウィザードロッド5-70DB （ブースター）                                                                                   | Wand Wizard 5-70DB                                                | ユニークライン                                 | 2024年3月30日  |
| BX-00      | ドライガースラッシュ4-80P （ブースター）                                                                                | Driger Slash 4-80P                                                | X-OVER PROJECT                                 | 2024年4月27日  |
| BX-31      | ティラノビート4-70Q （ランダムブースターVol.3）                                                                         | Beat Tyranno 4-70Q                                                | ベーシックライン                               | 2024年4月27日  |
| UX-05      | シノビシャドウ1-80MN （ランダムブースター シノビシャドウセレクト）                                                      | Shadow Shinobi 1-80MN                                             | ユニークライン                                 | 2024年5月18日  |
| BX-33      | ヴァイスタイガー3-60U （ブースター）                                                                                    | Pearl Tiger 3-60U                                                 | ベーシックライン                               | 2024年6月15日  |
| BX-34      | コバルトドラグーン2-60C（左回転） （スターター）                                                                        | Cobalt Dragoon 2-60C                                              | ベーシックライン                               | 2024年7月13日  |
| BX-35      | ブラックシェル4-60D （ランダムブースターVol.4）                                                                         | Obsidian Shell 4-60D                                              | ベーシックライン                               | 2024年7月13日  |
| UX-00      | エアロペガサス3-70A （アプリ・イベント限定）                                                                            |                                                                   | ユニークライン                                 | 2024年7月30日  |
| BX-00      | ドランダガー2-80GP （B4ストア限定）                                                                                     |                                                                   | ベーシックライン                               | 2024年8月3日   |
| UX-06      | レオンクレスト7-60GN （ブースター）                                                                                     | Crest Leon 7-60GN                                                 | ユニークライン                                 | 2024年8月10日  |
| UX-07      | フェニックスラダー9-70G ワイバーンゲイル2-60S スフィンクスカウル1-80GF （フェニックスラダーデッキセット）               | Rudder Phoenix 9-70G Cowl Sphinx 1-80GF                           | ユニークライン ベーシックライン                | 2024年8月10日  |
| BX-36      | ホエールウェーブ5-80E （ランダムブースター ホエールウェーブセレクト）                                                   | Tide Whale 5-80E                                                  | ベーシックライン                               | 2024年9月14日  |
| BX-00      | ライトニングエルドラゴ1-60F（左回転） （ランダムブースター）                                                            | Lightning L-Drago 1-60F                                           | X-OVER PROJECT                                 | 2024年9月14日  |
| BX-37      | ベアスクラッチ5-60F （ダブルエクストリームスタジアムセット）                                                            | Savage Bear 5-60F                                                 | ベーシックライン                               | 2024年10月12日 |
| UX-08      | シルバーウルフ3-80FB （スターター）                                                                                     | Sterling Wolf 3-80FB                                              | ユニークライン                                 | 2024年10月12日 |
| UX-09      | サムライセイバー2-70L （スターター）                                                                                    | Saber Samurai 2-70L                                               | ユニークライン                                 | 2024年11月2日  |
| UX-10      | ナイトメイル3-85BS プテラスイング 7-70B ティラノビート1-60RA （カスタマイズセットU）                                    | Mail Knight 3-85BS Talon Ptera 7-70B                              | ユニークライン ベーシックライン                | 2024年11月2日  |
| BX-38      | クリムゾンガルーダ4-70TP （ブースター）                                                                                 | Scarlet Garuda 4-70TP                                             | ベーシックライン                               | 2024年11月2日  |
| BX-00      | シノビナイフ4-60LF （ゲームソフト同梱）                                                                                 | Knife Shinobi 4-60LF                                              | ベーシックライン                               | 2024年11月14日 |
| BX-00      | フェニックスウイング9-80DB （コロコロ応募者全員サービス）                                                               |                                                                   | ベーシックライン                               | 2024年11月18日 |
| BX-00      | マンモスタスク2-80E （B4ストア限定）                                                                                    |                                                                   | ベーシックライン                               | 2024年12月27日 |
| UX-11      | インパクトドレイク9-60LR （スターター）                                                                                 | Impact Drake 9-60LR                                               | ユニークライン                                 | 2024年12月28日 |
| UX-12      | ゴーストサークル0-80GB （ランダムブースターVol.5）                                                                      | Circle Ghost 0-80GB                                               | ユニークライン                                 | 2024年12月28日 |
| BX-00      | ドラシエルシールド7-60D （ブースター）                                                                                  | Draciel Shield 7-60D                                              | X-OVER PROJECT                                 | 2024年12月28日 |
| UX-13      | ゴーレムロック1-60UN （ブースター）                                                                                     | Rock Golem 1-60UN                                                 | ユニークライン                                 | 2025年1月25日  |
| BX-00      | クロコクランチ2-60Q （コロコロ応募者全員サービス）                                                                      |                                                                   | ベーシックライン                               | 2025年2月5日   |
| BX-39      | シェルタードレイク7-80GP （ランダムブースター シェルタードレイクセレクト）                                              | Shelter Drake 7-80GP                                              | ベーシックライン                               | 2025年2月15日  |
| BX-00      | ドラグーンストーム4-60RA（左回転） ストームペガシス3-70RA ビクトリーヴァルキリー2-60RA （ベイブレード25周年記念セット） | Dragoon Storm 4-60RA Storm Pegasus 3-70RA Victory Valtryek 2-60RA | X-OVER PROJECT                                 | 2025年3月21日  |
| CX-01      | ドランブレイブS6-60V （スターター）                                                                                     | Courage Dran S 6-60V                                              | カスタムライン                                 | 2025年3月29日  |
| CX-02      | ウィザードアークR4-55LO （スターター）                                                                                  | Arc Wizard R 4-55LO                                               | カスタムライン                                 | 2025年3月29日  |
| CX-03      | ペルセウスダークB6-80W （ブースター）                                                                                   | Dark Perseus B 6-80W                                              | カスタムライン                                 | 2025年3月29日  |
| BX-00      | ゼノエクスカリバー3-60GF （スターター）                                                                                 |                                                                   | X-OVER PROJECT                                 | 2025年3月29日  |
| CX-05      | ヘルズリーパーT4-70K ライノリーパーC4-55D （ランダムブースターVol.6）                                                   | Reaper Incendio T 4-70K                                           | カスタムライン                                 | 2025年4月26日  |
| UX-14      | スコーピオスピア0-70Z （スターター）                                                                                    | Spear Scorpio 0-70Z                                               | ユニークライン                                 | 2025年4月26日  |
| BX-00      | アイアンマン4-80B サノス4-60P （ダブルスターター）                                                                      | Iron Man 4-80B Thanos 4-60P                                       | ベーシックライン                               | 2025年4月26日  |
| BX-00      | スパイダーマン3-60F ヴェノム3-80N （ダブルスターター）                                                                  | Spider-Man 3-60F Venom 3-80N                                      | ベーシックライン                               | 2025年4月26日  |
| BX-00      | ルーク・スカイウォーカー4-80B ダース・ベイダー4-60P （ダブルスターター）                                                | Luke Skywalker 4-80B Darth Vader 4-60P                            | ベーシックライン                               | 2025年4月26日  |
| BX-00      | マンダロリアン3-60F モフ・ギデオン3-80N （ダブルスターター）                                                            | The Mandalorian 3-60F Moff Gideon 3-80N                           | ベーシックライン                               | 2025年4月26日  |
| CX-06      | フォックスブラッシュJ9-70GR （ランダムブースター フォックスブラッシュセレクト）                                         | Brush Fox J 9-70GR                                                | カスタムライン                                 | 2025年5月17日  |
| BX-00      | オプティマスプライム4-60P メガトロン4-80B （ダブルスターター）                                                          | Optimus Prime 4-60P Megatron 4-80B                                | ベーシックライン                               | 2025年5月17日  |
| BX-00      | オプティマスプライマル3-60F スタースクリーム3-80N （ダブルスターター）                                                  | Optimus Primal 3-60F Starscream 3-80N                             | ベーシックライン                               | 2025年5月17日  |
| BX-00      | サムライスチール5-70GF （コロコロ応募者全員サービス）                                                                   |                                                                   | ベーシックライン                               | 2025年6月15日  |
| BX-44      | トリケラプレスM-85BS （ブースター）                                                                                     | Press Triceratops M-85BS                                          | ベーシックライン                               | 2025年6月28日  |
| CX-00      | ワルキューレボルトS4-70V （アプリ・イベント限定）                                                                       |                                                                   | カスタムライン                                 | 2025年7月17日  |
| CX-07      | ペガサスブラストATr （スターター）                                                                                      | Blast Pegasus A Tr                                                | カスタムライン                                 | 2025年7月19日  |
| CX-08      | ケルベロスフレイムW5-80WB ホエールフレイムM3-85HT （ランダムブースターVol.7）                                           | Flame Cerberus W 5-80WB                                           | カスタムライン                                 | 2025年7月19日  |
| BX-00      | T-レックス1-80GB モササウルス9-60U （ダブルスターター）                                                                 | T. Rex 1-80GB Mosasaurus 9-60U                                    | ベーシックライン                               | 2025年7月19日  |
| BX-00      | スピノサウルス3-85A ケツァルコアトルス4-55D （ダブルスターター）                                                        | Spinosaurus 3-85A Quetzalcoatlus 4-55D                            | ベーシックライン                               | 2025年7月19日  |
| BX-00      | ロックレオーネ6-80GN （ブースター）                                                                                     |                                                                   | X-OVER PROJECT                                 | 2025年7月19日  |
| BX-45      | サムライカリバー6-70M （ブースター）                                                                                    | Calibur Samurai 6-70M                                             | ベーシックライン                               | 2025年8月9日   |
| UX-15      | シャークスケイル4-50UF ティラノロア1-70L ヘルズブレイブJ3-60GF （シャークスケイルデッキセット）                         | Scale Shark 4-50UF                                                | ユニークライン ベーシックライン カスタムライン | 2025年8月9日   |
| CX-09      | ソルエクリプスD5-70TK （スターター）                                                                                    |                                                                   | カスタムライン                                 | 2025年9月27日  |
| CX-00      | レオンファングT4-60A （ゲームソフト同梱）                                                                               |                                                                   | カスタムライン                                 | 2025年11月13日 |

随時『コロコロコミック』などで、情報が更新される。

## メディアミックス

### 漫画
- 爆転SHOOT ベイブレード（青木たかお、連載誌：月刊コロコロコミック）（1999年 - 2004年）（全14巻）
- レッツ ベイブレード（玉井たけし、連載誌：小学四年生）（2000年）（未単行本化）
- 爆転シュート外伝 ベイブレード大地（青木たかお、連載誌：別冊コロコロコミック）（2001年 - 2004年）（『爆転SHOOT ベイブレード』第6巻から第13巻に収録）
- 爆転HERO ブレーダーDJ（おおせよしお、連載誌：月刊コロコロコミック、別冊コロコロコミック）（2001年 - 2003年）（全2巻〈未完〉）
- 聖闘士BLADERS -ベイブレードバトルストーリー-（シナリオ：宮崎まさる、漫画：印照、連載誌：小学五年生、小学六年生）（2001年 - 2003年）（全3巻）
- ベイブレード大戦 聖龍伝（黒岩よしひろ、連載誌：小学三年生、小学四年生）（2001年 - 2003年）（全2巻）
- 爆転龍HAYATE（おおせよしお、連載誌：てれコロコミック）（2001年 - 2002年）（前後編の読みきり作品）（未単行本化）
- メタルファイト ベイブレード（足立たかふみ、連載誌：月刊コロコロコミック）（2008年 - 2012年）（全11巻）
- 爆転伝授 ブレーダーDJ（かとうだいご、連載誌：別冊コロコロコミック）（2009年 - 2012年）（全3巻）
- ベイブレード超外伝 ブレイブ!!アヌビウスマスク（瀬戸カズヨシ、掲載誌：別冊コロコロコミック）（2011年）（読みきり作品）（未単行本化）
- メタルファイト ベイブレード ZERO G（足立たかふみ、連載誌：月刊コロコロコミック）（2012年）（全2巻）
- 爆転ヒーロー!ブレーダーGAI（難波孝、掲載誌：コロコロイチバン!）（2012年）（読みきり作品）（未単行本化）
- ベイブレードバースト（森多ヒロ、連載誌：月刊コロコロコミック、別冊コロコロコミック）（2015年 - 2022年）（全20巻）
- 爆転SHOOT ベイブレード RISING（青木たかお、掲載誌：コロコロアニキ）（2016年 - 2021年）（全4巻）
- ベイブレード魂 タク&ショウ（御狐ちひろ、掲載誌：コロコロイチバン!）（2017年 - 2021年）（全5巻[注 45]）
- ベイブレードバースト おしえて!!改造!!マスターブレーダー（山内コウタロウ、掲載誌：別冊コロコロコミック）（2017年 - 2018年）（未単行本化）
- メタルファイト ベイブレード ソウルバースト（足立たかふみ、掲載誌：コロコロアニキ）（2019年）（読みきり作品）（未単行本化）
- ベイブレードバースト 3年B組ベイ先生!（小松清太郎、掲載誌：コロコロイチバン!）（2022年[注 46]）（未単行本化）
- BEYBLADE X（原作：河本ほむらと武野光、漫画：出水ぽすか、連載誌：月刊コロコロコミック）（2023年 - 現在）
- 神たまvsベイブレードX（曽山一寿、掲載誌：コロコロイチバン!）（2023年）（読みきり作品）（『神たま』第4巻に収録）
- BEYBLADE X ベイトレーナーキバ（友野春馬、掲載誌：コロコロイチバン!）（2024年 - 現在）

### テレビアニメ
いずれもテレビ東京系列他で放送。
- 爆転シュート ベイブレード（Beyblade）（2001年）（アニメーション制作：マッドハウス）
- 爆転シュート ベイブレード 2002（Beyblade VForce）（2002年）（アニメーション制作：日本アニメディア）
- 爆転シュート ベイブレード Gレボリューション（Beyblade GRevolution）（2003年）（アニメーション制作：日本アニメディア）
- メタルファイト ベイブレード（Beyblade: Metal Fusion）（2009年 - 2010年）（アニメーション制作：タツノコプロ）
- メタルファイト ベイブレード 爆（Beyblade: Metal Masters）（2010年 - 2011年）（アニメーション制作：SynergySP）
- メタルファイト ベイブレード 4D（Beyblade: Metal Fury）（2011年 - 2012年）（アニメーション制作：SynergySP）
- メタルファイト ベイブレード ZEROG（Beyblade: Shogun Steel）（2012年）（アニメーション制作：SynergySP）
- ベイブレードバースト（Beyblade Burst）（2016年 - 2017年）（アニメーション制作：OLM）
- ベイブレードバースト ゴッド（Beyblade Burst Evolution）（2017年 - 2018年）（アニメーション制作：OLM）
- ベイブレードバースト 超ゼツ（Beyblade Burst Turbo）（2018年 - 2019年）（アニメーション制作：OLM）
- BEYBLADE X（2023年 - ）（アニメーション制作：OLM）

### 映画
- 爆転シュート ベイブレード THE MOVIE 激闘!!タカオVS大地（2002年）
- 劇場版メタルファイト ベイブレードVS太陽 灼熱の侵略者ソルブレイズ（2010年）

### Webアニメ
- ベイウィールズ（Beywheelz）（2012年）（アニメーション制作：SynergySP）
- ベイウォーリアーズ ベイレイダーズ（Beywarriors: Beyraiderz）（2014年）（アニメーション制作：SynergySP）
- ベイウォーリアーズ サイボーグ（Beywarriors: Cyborg）（2015年）（アニメーション制作：SynergySP）
- ベイブレードバースト ガチ（Beyblade Burst Rise）（2019年 - 2020年）（アニメーション制作：OLM）
- ベイブレードバースト スパーキング（Beyblade Burst Surge）（2020年 - 2021年）（アニメーション制作：OLM）
- ベイブレードバースト ダイナマイトバトル（Beyblade Burst QuadDrive）（2021年 - 2022年）（アニメーション制作：OLM）

### 海外作品
- ベイブレードバースト クアッドストライク（Beyblade Burst QuadStrike）（2023年）（アニメーション制作：OLM）

### ビデオゲーム
玩具のベイブレードが発売された同1999年7月に、ハドソンからゲームボーイカラー向けのゲーム『ベイブレード 次世代ベーゴマバトル』が発売された。それ以降、本玩具を題材にしたゲームが複数のメーカーより何本かリリースされている（日本国外のみで流通しているものも含む）。
韓国ではSONOKONGから『TOPBLADE V』のタイトルでアーケードゲーム化されている。これはアニメ『爆転シュート ベイブレード2002』の韓国版をゲーム化したもので、キャラクター名も全て韓国版の名前に変更されている。日本国内では2016年9月に秋葉原のトライタワーで初めて稼動されたのが確認されている。また、2005年9月3日に新宿ロフトプラスワンで開催されたイベント『韓国まんがまつり12』で映像が公開されている。
| 発売日     | 会社                   | 機種                                    | 作品名                                                                                              |
| ---------- | ---------------------- | --------------------------------------- | --------------------------------------------------------------------------------------------------- |
| 1999/07/23 | ハドソン               | ゲームボーイカラー                      | ベイブレード 次世代ベーゴマバトル                                                                   |
| 2000/08/11 | ハドソン               | ゲームボーイカラー                      | ベイブレード FIGHTING TOURNAMENT                                                                    |
| 2001/07/27 | ブロッコリー           | ゲームボーイカラー                      | 爆転シュート ベイブレード                                                                           |
| 2001/12/06 | ブロッコリー           | ゲームボーイアドバンス                  | 爆転シュート ベイブレード 激闘!最強ブレーダー                                                       |
| 2001/12/13 | タカラ                 | PlayStation                             | 爆転シュート ベイブレード ベイバトルトーナメント（Beyblade: Let it Rip!）                           |
| 2002/06/27 | ブロッコリー           | ゲームボーイアドバンス                  | 爆転シュートベイブレード2002 いくぜ!爆闘!超磁力バトル                                               |
| 2002/08/01 | タカラ                 | PlayStation                             | 爆転シュート ベイブレード2002 ベイバトルトーナメント2                                               |
| 2002/12/06 | ブロッコリー           | ゲームボーイアドバンス                  | 爆転シュートベイブレード2002 激戦!チームバトル!!青龍の章-タカオ編-                                  |
| 2002/12/06 | ブロッコリー           | ゲームボーイアドバンス                  | 爆転シュートベイブレード2002 激戦!チームバトル!!黄龍の章-ダイチ編-                                  |
| 2002/12/19 | タカラ                 | ニンテンドー ゲームキューブ             | 爆転シュート ベイブレード2002 熱闘!マグネタッグバトル （Beyblade V-Force: Super Tournament Battle） |
| 2002/12/19 | タカラ                 | ゲームキューブ                          | 爆転シュート ベイブレード2002 熱闘!マグネタッグバトル ドラグーンV2ガンメタVer. 限定同梱版           |
| 2002/??/?? | SONOKONG               | アーケード （韓国国内のみ流通）         | トップブレードV                                                                                     |
| 2003/11/24 | ATARI                  | ゲームボーイアドバンス （欧米のみ流通） | Beyblade V-Force                                                                                    |
| 2004/11/16 | ATARI                  | ゲームボーイアドバンス （欧米のみ流通） | Beyblade G-Revolution                                                                               |
| 2009/03/25 | ハドソン               | ニンテンドーDS                          | メタルファイト ベイブレード                                                                         |
| 2009/11/19 | ハドソン               | Wii                                     | メタルファイト ベイブレード ガチンコスタジアム （Beyblade Metal Fusion: Battle Fortress）           |
| 2009/12/03 | ハドソン               | ニンテンドーDS                          | メタルファイト ベイブレード 爆誕!サイバーペガシス （Beyblade Metal Fusion）                         |
| 2010/07/15 | ハドソン               | ニンテンドーDS                          | メタルファイト ベイブレード 爆神スサノオ襲来!                                                       |
| 2010/10/21 | タカラトミー           | PlayStation Portable                    | メタルファイト ベイブレード ポータブル 超絶転生!バルカンホルセウス                                  |
| 2010/12/02 | ハドソン               | ニンテンドーDS                          | メタルファイト ベイブレード 頂上決戦!ビッグバン・ブレーダーズ （Beyblade Metal Masters）            |
| 2013/12/19 | インターグロー         | ニンテンドー3DS                         | メタルファイト ベイブレード 4DxZEROG アルティメットトーナメント （Beyblade Evolution）              |
| 2016/08/11 | ハズブロ               | iOS、Android （欧米のみ流通）           | Beyblade Burst                                                                                      |
| 2016/11/10 | フリュー               | ニンテンドー3DS                         | ベイブレードバースト                                                                                |
| 2017/03/15 | フリュー               | ニンテンドー3DS （DL専用）              | ベイブレードバースト ベイロガープラス&パズル                                                        |
| 2017/11/23 | フリュー               | ニンテンドー3DS                         | ベイブレードバースト ゴッド                                                                         |
| 2018/05/24 | ハズブロ               | iOS、Android （欧米のみ流通）           | Beyblade Burst Rivals                                                                               |
| 2018/10/25 | フリュー               | Nintendo Switch                         | ベイブレードバースト バトルゼロ                                                                     |
| 2020/11/13 | ADKエモーションズ      | iOS、Android                            | ベイブレードバースト ベイキャンプ                                                                   |
| 2021/10/15 | Epic Story Interactive | iOS、Android                            | ベイブレードバースト ライバルズ                                                                     |
| 2024/11/14 | フリュー               | Nintendo Switch、Steam                  | BEYBLADE X XONE                                                                                     |

### カードゲーム
satz Contrive -divisionが開発した『ベイブレードC.C.G.』が、ブロッコリーから2001年7月27日に発売された。スターターキットにはベイブレード本体がおまけとして付属するものもあった。

## コラボレーション
コンピュータゲーム
- ドリームミックスTV ワールドファイターズ - アニメ『爆転シュート ベイブレード』の木ノ宮タカオがプレイヤーキャラクターとして登場。
- パズドラクロス 神の章 / 龍の章 - 漫画『ベイブレードバースト』の蒼井バルトとヴァルキリーが登場。
- パズル&ドラゴンズ - 漫画『爆転SHOOT ベイブレード RISING』の木ノ宮タカオが登場。
- 妖怪ウォッチ ぷにぷに - 漫画『爆転SHOOT ベイブレード』の木ノ宮タカオが登場。

カードゲーム
- デュエル・マスターズ - タカラトミーのトレーディングカードゲーム。『爆転シュート ベイブレード』や『ベイブレードバースト』とのコラボカードが登場している。
- コロコロito - 2023年発売のカードゲーム。『爆転シュート ベイブレード』、『メタルファイト ベイブレード』、『ベイブレードバースト』の歴代主人公が登場している[27]。

アニメ
- 40周年だよ!! コロコロオールスター小学校[28] - 『コロコロコミック』40周年を記念して作られた、歴代のコロコロキャラクターが登場するWebアニメ。『ベイブレードバースト』から蒼井バルトが登場。

漫画
- 運命の巻戻士 - 『月刊コロコロコミック』連載作品。『葬送のフリーレン』、『BEYBLADE X』とのインタラクティブコラボコミックを掲載[29]。

キャラクター
- パナ坊 - 『爆転シュート ベイブレード』とのコラボベイとして、「パナ坊のスパークリングアタッカー」が登場。
- ビックリマン - 著名人やビックリマン公式イラストレーターが描く「ぼくらのビックリマン〈スーパーゼウス編〉」の1つとして、「ベイブレードゼウス」のシールが登場[8]。
- ハローキティ - 『ベイブレードバースト』とのコラボベイとして、「アストラル ハローキティ.Ov.R'-0」が登場[30]。
- トランスフォーマー - 『BEYBLADE X』とのコラボベイとして、「オプティマスプライム 4-60P」「メガトロン 4-80B」「オプティマス プライマル 3-60F」「スタースクリーム 3-80N」が登場。
- マーベル・コミック - 『BEYBLADE X』とのコラボベイとして、「アイアンマン 4-80B」「サノス 4-60P」「スパイダーマン3-60F」「ヴェノム3-80N」が登場。
- スター・ウォーズシリーズ - 『BEYBLADE X』とのコラボベイ、「ルーク･スカイウォーカー4-80B」「ダース･ベイダー4-60P」「マンダロリアン3-60F」「モフ･ギデオン3-80N」が登場。
- ジュラシック・ワールド - 『BEYBLADE X』とのコラボベイ、「T-レックス1-80GB」「モササウルス9-60U」「スピノサウルス3-85A」「ケツァルコアトルス4-55D」が登場。

## ベイブレードが登場する作品
- ギャラリーフェイク
- おとなのしくみ
- カオスだもんね!

## 関連人物
真下 修（ましも おさむ）
- OVA『真魔神英雄伝ワタル 魔神山編』プロデューサー。
- 『新世紀GPXサイバーフォーミュラ』設定協力。
- 1997年、タカラBOYSマーケティング部にてベイブレードを開発。

ベイブレードの成功により、38歳で最年少のタカラ取締役になったが、2003年4月29日に退任。2006年2月15日にタカラトミー取締役として復帰する。常務執行役員マーケティング本部長も兼ねる。その後、タカラの子会社ワコーの代表取締役社長を務めた後2005年3月30日に退任し会長になり、2006年2月に会長を退任。
ワコー時には、ペットワークスの八谷和彦と共にサンクステイルを開発。
藤原 茂樹（ふじわら しげき）
- ハドソンのゲームクリエイターで「ボンバーマンシリーズ」プロデューサー。

ボンバーマンのキャラクター玩具開発のためタカラがハドソンに版権を使用の許可を求めた際に、「キャラクター玩具だけでは面白くないので、親の知っている遊び（ビー玉やベーゴマ）を今の技術で企画開発してはどうか？」と提案し「ビーダマン」「ベイブレード」などが開発されるきっかけを作った。